# Kirchenbezirk Neuenstadt am Kocher
Der Evangelische Kirchenbezirk Neuenstadt am Kocher war bis Ende 2019 einer von 46 Kirchenbezirken bzw. Kirchenkreisen der Evangelischen Landeskirche in Württemberg. Sein Gebiet war deckungsgleich mit dem Dekanat Neuenstadt am Kocher. Zum 1. Januar 2020 fusionierte er mit dem Kirchenbezirk Weinsberg zum Kirchenbezirk Weinsberg-Neuenstadt.

## Geografie
Der frühere Kirchenbezirk Neuenstadt am Kocher lag im Norden der württembergischen Landeskirche. Sein Gebiet umfasste den Nordosten des Landkreises Heilbronn, also das Gebiet der politischen Städte und Gemeinden Bad Friedrichshall, Erlenbach, Gundelsheim, Hardthausen am Kocher, Jagsthausen, Langenbrettach (nur Ortsteil Brettach), Möckmühl, Neckarsulm (ohne Stadtteil Obereisesheim), Neudenau, Neuenstadt am Kocher (ohne Stadtteil Stein), Oedheim, Offenau, Roigheim und Widdern.

### Nachbarkirchenbezirke
Der Kirchenbezirk Neuenstadt am Kocher grenzte an folgende Kirchenbezirke (im Uhrzeigersinn beginnend im Nordosten): Künzelsau, Öhringen, Weinsberg und Heilbronn (alle Prälatur Heilbronn). Im Westen und Nordwesten hat der Kirchenbezirk Neuenstadt am Kocher eine Grenze mit der Evangelischen Landeskirche in Baden (Kirchenbezirke Mosbach und Adelsheim-Boxberg).

## Geschichte
Das Gebiet um Neuenstadt am Kocher gehört überwiegend zum alten Kernland von Württemberg, wo ab 1534 die Reformation eingeführt wurde. Es gehörte zunächst zum Dekanat Weinsberg, dann ab 1586 zum Dekanat Möckmühl. 1612 wurde der Sitz des Dekanats nach Neuenstadt am Kocher verlegt. Seither ist der Stadtpfarrer von Neuenstadt zugleich Dekan. Zu seinem Bezirk gehörte neben Neuenstadt auch Möckmühl und Weinsberg. Von 1700 bis 1710 hatte Möckmühl vorübergehend wieder einen eigenen Dekan. Weinsberg wurde 1710 Sitz eines eigenen Dekanats, das bis 2019 bestand. Neuenstadt am Kocher war bis 1807 auch Sitz eines württembergischen Amtes bzw. Oberamtes. Dann wurde der Oberamtssitz nach Neckarsulm verlegt. Neuenstadt am Kocher blieb aber Sitz des Dekanats. Seit 1823 gehört das Dekanat Neuenstadt zum Generalat Heilbronn, aus dem die heutige Prälatur Heilbronn hervorging.

## Leitung des Kirchenbezirks
Die Leitung des Kirchenbezirks obliegt der Bezirkssynode, dem Kirchenbezirksausschuss (KBA) und dem Dekan. Letzter Dekan war von 2006 bis 2021 Traugott Mack (* 1955), der zugleich einer der Pfarrer an der Stadtkirche St. Nikolaus in Neuenstadt am Kocher war. Nach der Gründung des Kirchenbezirks Weinsberg-Neuenstadt wurde die Stelle nicht mehr neu besetzt.

### Dekane des Kirchenbezirks Neuenstadt am Kocher seit 1799
- 1799–1814 Wolfgang Friedrich Gess
- 1814–1821 Jakob Friedrich Märklin (1771–1841)
- 1821–1829 August Ludwig Schelling
- 1829–1841 Rudolf Friedrich Wilhelm Andler
- 1842–1850 Christoph Ludwig Eyth
- 1850–1865 Gottlob Friedrich Nast
- 1865–1871 Gottlieb Heinrich Beckh (1819–1893)
- 1871–1876 Paul Heinrich Franz Pressel (1824–1898)
- 1876–1889 Friedrich Peter Gößler (1831–1896)
- 1889–1897 Christian Gottlob Hönes (1843–1936)
- 1897–1910 Karl Ziegler
- 1911–1933 Friedrich Breining
- 1933–1936 Wilhelm Teufel
- 1937–1947 Friedrich Held (1901–1977)
- 1947–1954 Traugott Schaible
- 1954–1966 Karl Ehrmann
- 1966–1980 Martin Schubert (1915–2003)
- 1980–1992 Johannes Georg Stockburger (1927–2021)[2]
- 1993–2006 Christoph Hirsch (* 1945)
- 2006–2021 Traugott Mack (* 1955)

## Kirchengemeinden
Im Kirchenbezirk Neuenstadt am Kocher gab es insgesamt 24 Kirchengemeinden. Davon haben sich zwei Kirchengemeinden zur Gesamtkirchengemeinde Bad Friedrichshall und vier Kirchengemeinden zur Gesamtkirchengemeinde Neckarsulm zusammengeschlossen, bleiben aber weiterhin selbständige Körperschaften des öffentlichen Rechts. Außerdem haben sich drei Verbundkirchengemeinden gebildet: Jagsthausen-Olnhausen, Möckmühl-Bittelbronn-Roigheim-Ruchsen-Züttlingen und Widdern-Unterkessach. Auch diese Gemeinden bleiben eigenständige rechtliche Körperschaften, haben jedoch nur noch einen gemeinsamen Kirchengemeinderat.
Das Gebiet des Kirchenbezirks Neuenstadt am Kocher gehörte einerseits schon früh zu Württemberg, das ab 1534 die Reformation einführte, andererseits auch zum Deutschen Orden und dem Bistum Mainz, wo sich die Reformation nicht durchsetzen konnte. Daher ist dieser Teil des Kirchenbezirks, der vor allem den Westen und Südwesten umfasst, überwiegend katholisch geprägt. In den früher württembergischen Dörfern gibt es meist eine evangelische Kirchengemeinde und eine alte Kirche. In allen anderen Orten (außer Gundelsheim und Neckarsulm) zogen Evangelische überwiegend erst nach dem Zweiten Weltkrieg zu und errichteten inzwischen dort teilweise eigene Kirchen und Kirchengemeinden.

### Gesamtkirchengemeinde Bad Friedrichshall
Die Gesamtkirchengemeinde Bad Friedrichshall umfasst das gesamte Gebiet der Stadt Bad Friedrichshall sowie der Gemeinden Oedheim und Offenau. Sie wurde zum 1. Januar 2015 zur Kooperation der beiden Kirchengemeinden Bad Friedrichshall-Jagstfeld und Bad Friedrichshall-Kochendorf gebildet.

#### Kirchengemeinde Bad Friedrichshall-Jagstfeld

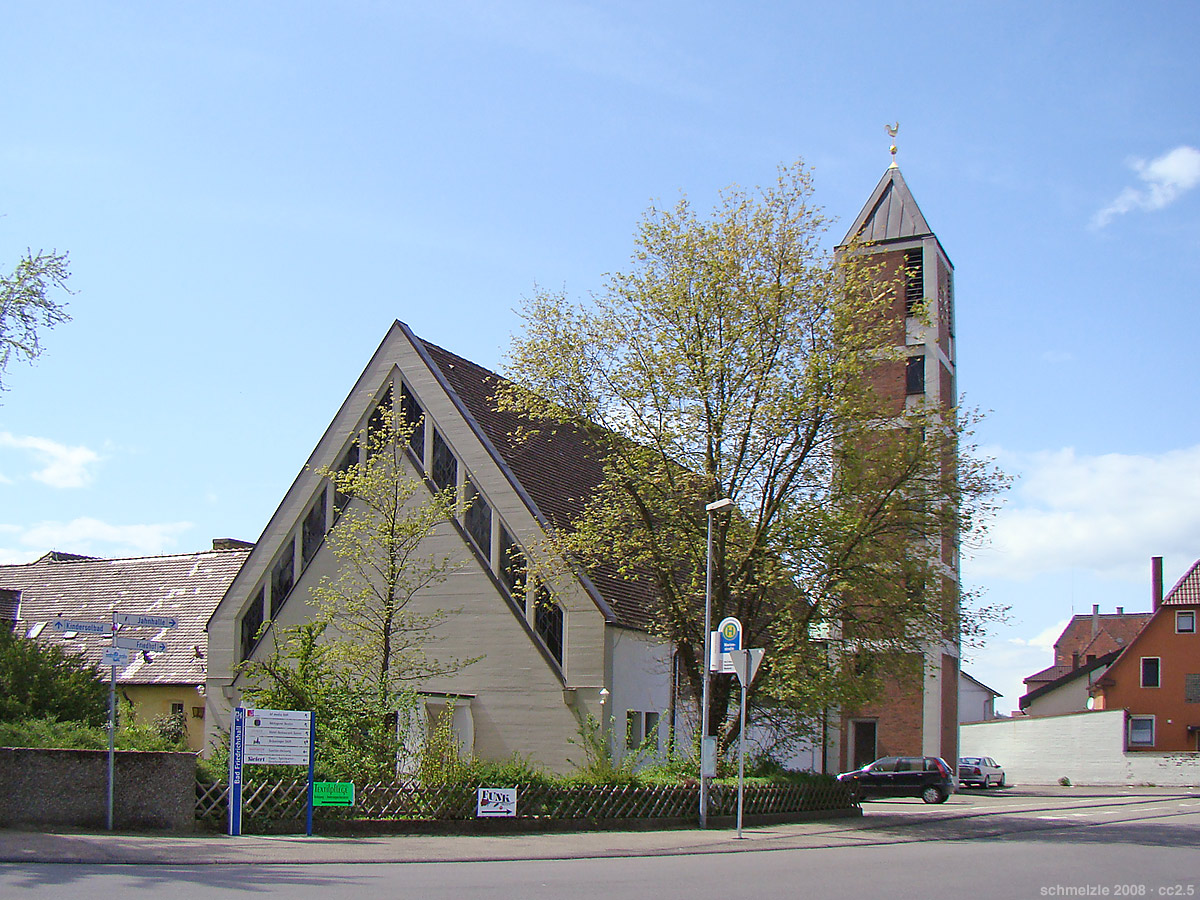
Evang. Erlöserkirche Bad Friedrichshall-Jagstfeld

Die Kirchengemeinde Bad Friedrichshall-Jagstfeld umfasst die Stadtteile Jagstfeld, Untergriesheim und Duttenberg der Stadt Bad Friedrichshall sowie die Gemeinde Offenau. Jagstfeld war als Besitzung des Deutschen Ordens von alters her katholisch. Überwiegend erst nach dem Zweiten Weltkrieg zogen auch evangelische Einwohner zu, die zunächst als Nebenort zur Kirchengemeinde Bad Friedrichshall bzw. zur Pfarrei Kochendorf gehörten. Durch Bekanntmachung des Oberkirchenrats vom 22. November 1949 wurde die selbständige Kirchengemeinde Jagstfeld gebildet und gleichzeitig die bisherige Kirchengemeinde Bad Friedrichshall wieder in „Kirchengemeinde Kochendorf“ umbenannt (siehe unten). Der neuen Kirchengemeinde Jagstfeld wurden auch die evangelischen Bewohner von Duttenberg (ohne Heuchlingen, das bei Kochendorf verblieb), Obergriesheim, Offenau und Untergriesheim zugeordnet (Duttenberg, Obergriesheim und Untergriesheim gehörten bis 1947 noch zur Kirchengemeinde Gundelsheim). Das Kultministerium hatte die neue Kirchengemeinde Jagstfeld mit Schreiben vom 13. Juli 1949 als Körperschaft des öffentlichen Rechts anerkannt. 1951 konnte in Jagstfeld eine eigene Pfarrei errichtet werden. Durch Bekanntmachung des Oberkirchenrats vom 20. April 1964 wurden die evangelischen Bewohner aus Höchstberg von der Kirchengemeinde Gundelsheim in die Kirchengemeinde Jagstfeld umgegliedert. 1967 erbaute sich die Kirchengemeinde Jagstfeld dann nach Plänen von Hannes Mayer eine eigene Kirche, die Erlöserkirche mit zeltförmigem Kirchenschiff. Im Inneren befinden sich seit 1967 das Altarbild Abendmahl von K. H. Türk sowie das Glasfenster Pfingsten von Wolf-Dieter Kohler. Seit 2009 gibt es auch eine Orgel aus dem Jahr 1956, welche zuvor in der evangelischen Kirche in Oberrot stand.
In Offenau wurde bereits 1953 die Heilig-Geist-Kapelle als rechteckiger Putzbau mit einem von einem kleinen Dachreiter gekrönten Zeltdach errichtet. Der Stuttgarter Glaskünstler Adolf Valentin Saile schuf 1953 das Altarfenster mit dem Motiv Kreuzigung. Später versah die örtliche Künstlerin Herlinde Schlepp das Fenster im Eingangsbereich mit dem Motiv Heiliger Geist. Inzwischen wurde der Baukörper um einen seitlichen Anbau sowie einen vorgelagerten Windfang erweitert.

#### Kirchengemeinde Bad Friedrichshall-Kochendorf

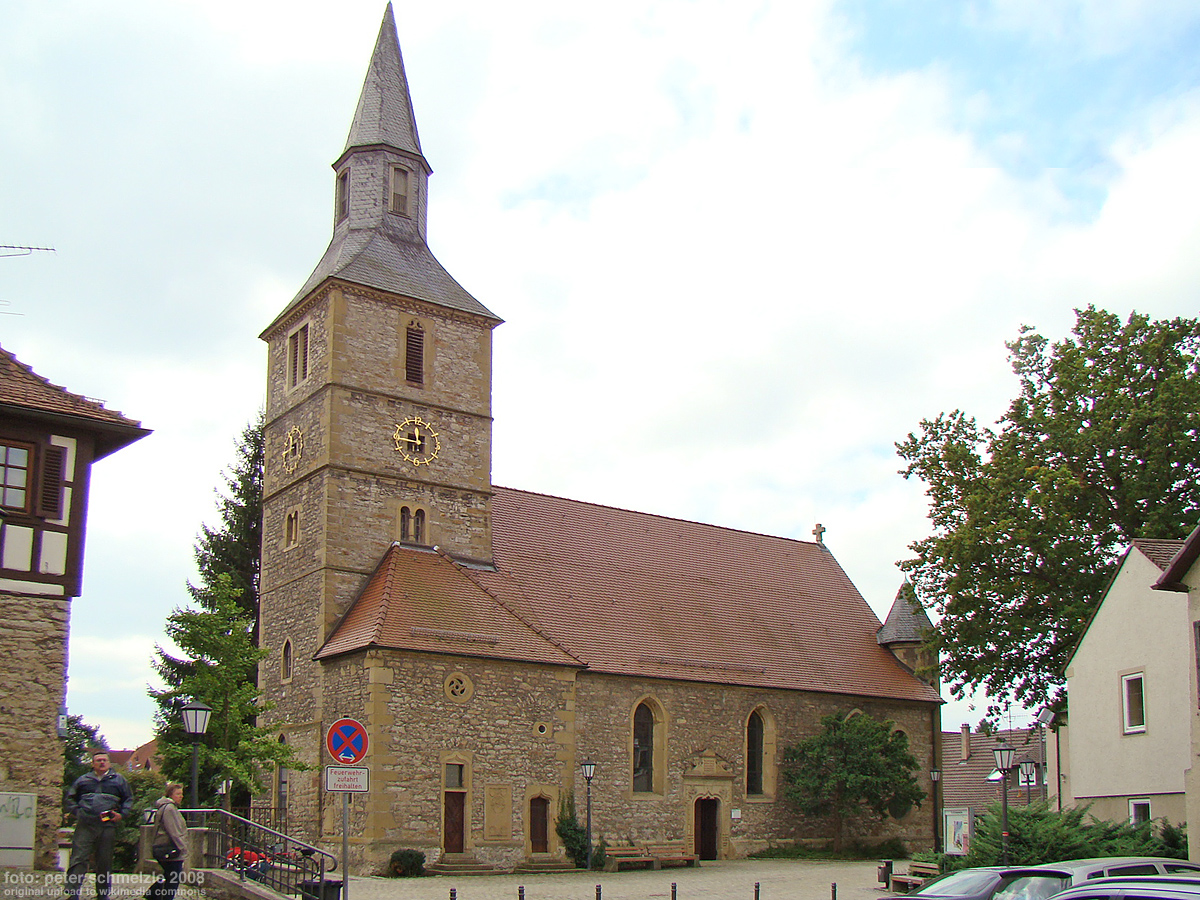
Evang. Sebastianskirche Bad Friedrichshall-Kochendorf

Die Kirchengemeinde Bad Friedrichshall-Kochendorf umfasst die Stadtteile Kochendorf, Hagenbach und Plattenwald der Stadt Bad Friedrichshall sowie die Gemeinde Oedheim (mit Ortsteil Degmarn). Eine Kirche wird in Kochendorf bereits 1274 erstmals erwähnt. 1294 wurde sie von den Herren von Kochendorf an das Stift Wimpfen verkauft. Die Ortsherrschaft, Wolf Conrad Greck von Kochendorf, führte 1549 die Reformation ein und mit dem Übergang an Württemberg 1805 wurde Kochendorf eine Gemeinde der württembergischen Landeskirche. Sie ist somit die Kirchengemeinde Kochendorf die älteste evangelische Kirchengemeinde auf dem Gebiet der heutigen Stadt Bad Friedrichshall. Nach Bildung der bürgerlichen Gemeinde Bad Friedrichshall 1933 wurde die Kirchengemeinde zum 5. Juni 1934 in „Kirchengemeinde Bad Friedrichshall“ umbenannt.
Die Sebastianskirche Kochendorf gilt als das älteste Gebäude im Ort und ist vermutlich vor 1100 entstanden. Die ursprünglich ummauerte Wehrkirche wurde 1294 erstmals erwähnt und enthielt neben den heute noch an der Außenfassade erhaltenen steinernen Grabplatten der Grecken auch im Inneren wertvolle Grabmale, die jedoch bei Kampfhandlungen im Zweiten Weltkrieg zerstört wurden. Der Bau stammt in seiner heutigen Form aus dem späten 16. Jahrhundert mit Treppentürmen von 1886, brannte jedoch gegen Ende des Zweiten Weltkriegs vollständig aus, so dass kaum noch historische Ausstattung vorhanden ist. Lediglich im Chorbereich blieben einige wenige historische Relikte erhalten, darunter ein gotisches Sakramentshaus sowie Reste von Wandmalereien. Die Sebastianskirche wurde bis 1948 durch Architekt Hannes Mayer wieder aufgebaut und erhielt 1952 neue Glocken aus der Glockengießerei Bachert, 1958 die neue Orgel von der Firma Weigle aus Echterdingen. Das Holz-Kruzifix auf dem Altar vor dem Auferstehungsfenster wurde 1954 vom Kochendorfer Künstler Albert Dobler gestaltet. Die Fenster des Stuttgarter Glaskünstlers Adolf Valentin Saile im Chor und im Kirchenschiff nehmen hauptsächlich (1967–1971) Themen der Gleichnisse Jesu auf. Das Auferstehungsfenster wurde bereits 1956 eingesetzt. Ein Meisterkurs der Heilbronner Gipserinnung übernahm es, an der linken Turmseite der Sebastianskirche ein Sgraffito nach einer frühchristlichen Ritzzeichnung zu gestalten. Es zeigt ein Schiff mit ausgeworfenem Netz. Das Motiv nimmt das Verständnis auf, dass die Gemeinde Jesu einer Arche gleicht.
Von der Pfarrei Kochendorf werden auch die evangelischen Einwohner der überwiegend katholischen Nachbarorte Hagenbach, Oedheim (mit Christuskirche) und Degmarn (dieser Ort wurde durch Bekanntmachung des Oberkirchenrats vom 13. Februar 1975 von der Kirchengemeinde Neuenstadt hierher umgegliedert) betreut, in welche vor allem nach dem Zweiten Weltkrieg auch evangelische Einwohner zuzogen, ferner die evangelischen Einwohner des neuen Stadtteils Plattenwald, der überwiegend seit den 1990er Jahren als Wohnbauschwerpunkt der Stadt Bad Friedrichshall aufgesiedelt wurde.

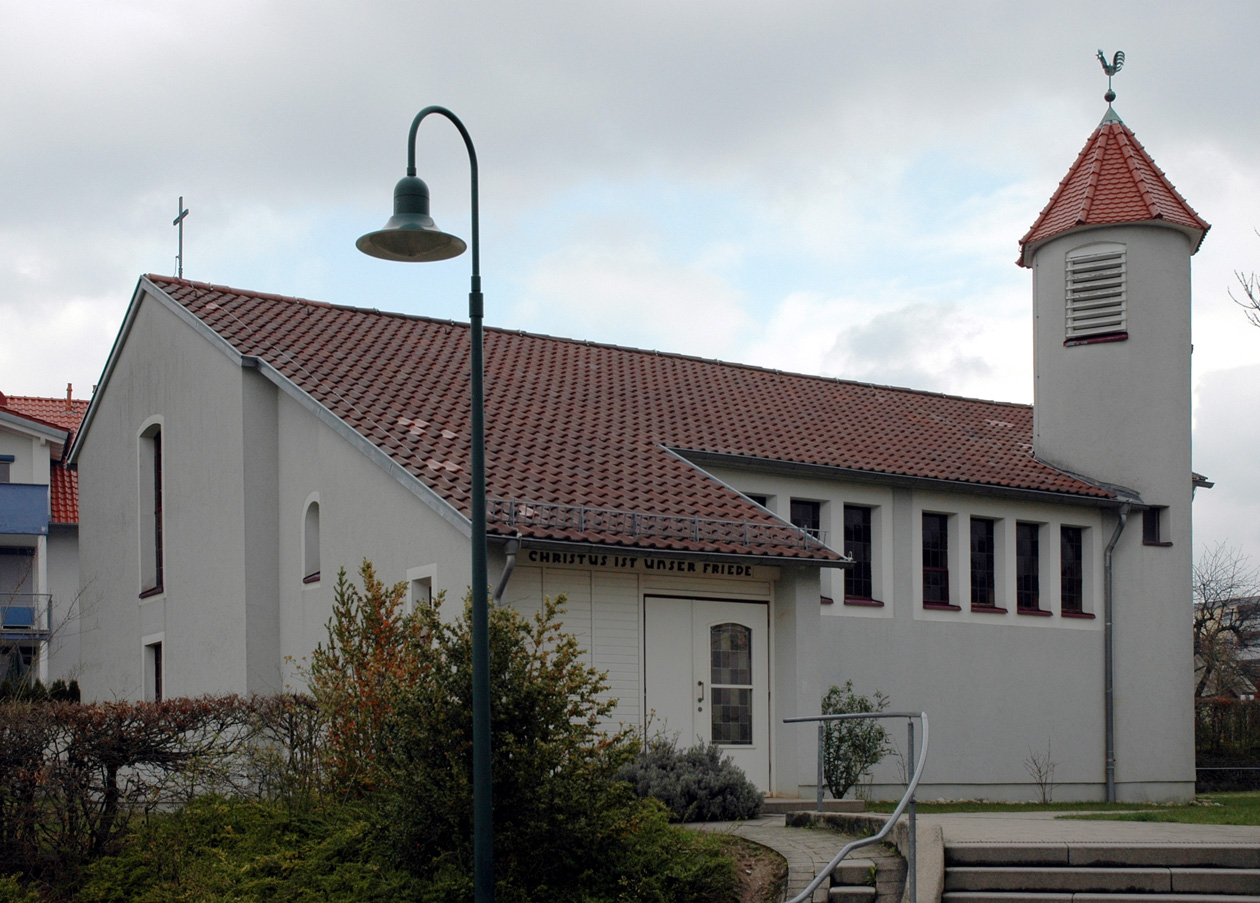
Evang. Christuskirche Oedheim

Die evangelische Christuskirche Oedheim wurde durch eine Bauplatzspende eines Gemeindeglieds möglich, dessen Familie seit Jahrhunderten evangelisch war. Nach den Plänen von Architekt Hannes Mayer errichtete die Gemeinde 1957 mit viel Eigenleistung den Bau. Ein kleines Farbfenster rechts in der Altarwand, vermutlich vom Stuttgarter Glaskünstler Adolf Valentin Saile geschaffen, zeigt eine Taube als Symbol des heiligen Geistes.
Zur Kirchengemeinde Bad Friedrichshall gehörten auch die evangelischen Bewohner von Jagstfeld und Offenau. Durch Bekanntmachung des Oberkirchenrats vom 7. März 1947 wurden ferner die evangelischen Bewohner von Duttenberg, Obergriesheim und Untergriesheim von der Kirchengemeinde Gundelsheim in die Kirchengemeinde Bad Friedrichshall umgegliedert. Durch weitere Bekanntmachung vom 22. November 1949 wurde schließlich die selbständige Kirchengemeinde Jagstfeld gebildet und gleichzeitig die bisherige Kirchengemeinde Bad Friedrichshall wieder in „Kirchengemeinde Kochendorf“ umbenannt. Der neuen Kirchengemeinde Jagstfeld wurden neben Jagstfeld auch die Orte Duttenberg, Obergriesheim, Offenau und Untergriesheim (bis 1947 überwiegend zu Gundelsheim gehörig) und 1964 Höchstberg (bis dahin ebenfalls zu Gundelsheim gehörig) in die Kirchengemeinde Jagstfeld umgegliedert, doch wurden 1980 Höchstberg und Obergriesheim wieder nach Gundelsheim zurückgegliedert.

### Kirchengemeinde Brettach

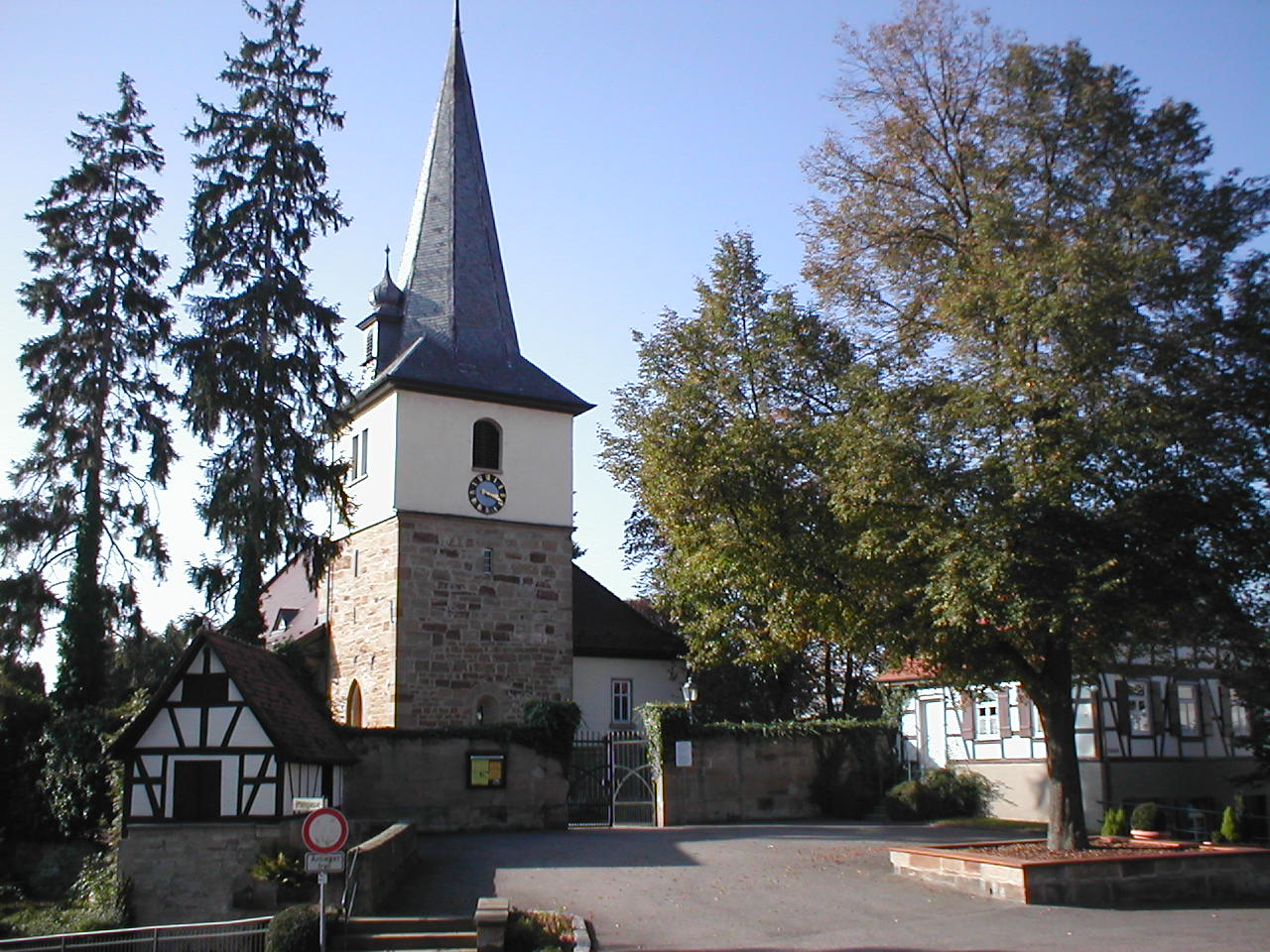
Evang. Kirche Langenbrettach-Brettach

Die Kirchengemeinde Brettach umfasst den Ortsteil Brettach der Gemeinde Langenbrettach. Der Ortsteil Langenbeutingen bildet eine eigenständige Kirchengemeinde, die zum Kirchenbezirk Öhringen gehört. Die 1264 erstmals erwähnte Brettacher Kirche in ummauerten Kirchhof war ursprünglich eine Wehrkirche mit Turmchor.
Die Ägidiuskirche Brettach geht auf einen sehr alten, vermutlich alemannischen Kultplatz an einer Quelle zurück. Wohl im späten 10. Jahrhundert wurde die Kirche zu einer von Mauern umgebenen Wehrkirche mit Wehrgraben ausgebaut. Die Anlage umfasste einst neben der Kirche noch 23 so genannte Gaden, die als Fruchtlagerschuppen mit Gewölbekellern, aber auch als Zufluchtsstätten der Bevölkerung innerhalb der Wehranlage genutzt wurden. Von den Erweiterungen der Kirche im 16. Jahrhundert künden das 1578 an die neue Westwand versetzte Portal von 1514 und eine Inschrift am Langhaus, die für dieses Jahr den Baumeister Clemens Vock nennt. Vor allem ging es damals um die beträchtliche Erweiterung (Flächen-Vervierfachung) des Kirchenschiffs nach Norden und Westen im Sinn einer Querkirche mit Einbau zunächst der West-, 1681 auch der Nordempore (einschließlich östlichem Schenkel an der Stirnwand bis über den Chorbogen) und Ausrichtung des Kirchengestühls zur Kanzel vor der Südwand (1955 als niedriger Ambo an die Chorbogenwand versetzt). Um 1570 wurde der Wehrgraben zugeschüttet und die zum Kirchbrunnen gefasste Quelle mit einem Gewölbe überdacht, wodurch der Lindenplatz vor der Kirche entstand. Die ohnehin damals schon baufälligen Gaden wurden ab 1578 abgerissen. Heute ist nur noch ein Gaden erhalten. Mit der Innenrenovierung 1955 durch Hannes Mayer wurde der jeweilige Charakter des frühromanischen Chorraum und des Renaissance-Schiffs wieder hergestellt, zum Beispiel das Renaissance-Wandgemälde (1591) von David Ebermann aus Heilbronn, welches Luther mit Schwan darstellt, wohl das älteste Luthergemälde in Württemberg, und von Hans Veit Becker aus Heilbronn 1681 die Wandgemälde von Isaaks Opferung bis zum neuen Jerusalem. Zur historischen Ausstattung zählen außerdem die über 20 Gemälde in den Brüstungsfelder der Emporen mit Darstellungen aus Altem und Neuem Testament, der hochbarocke Apostelalter von 1681 einschließlich Kruzifix mit Evangelisten-Medaillons an den vier Kreuz-Armen, die Kanzel, der historische Orgelprospekt von 1762, zwei Engelsfiguren im Turmsockel sowie ein Epitaph mit knienden Stiftern vor dem Auferstandenen an der Chorwand. Zur Renovierung 1955 trug der Glasmaler Adolf Valentin Saile mit der Darstellung von Petrus, Paulus und Christus dem Weltenherrscher im Chorfenster bei.

### Kirchengemeinde Bürg
Die Kirchengemeinde Bürg umfasst den Stadtteil Bürg der Stadt Neuenstadt am Kocher. Kirchlich gehörte Bürg zunächst zu Kochertürn. Die Herren von Gemmingen führten die Reformation ein. Dann gehörte der Ort als Filiale zu Neuenstadt am Kocher, bis 1766 eine eigene Pfarrei errichtet wurde. Diese war ab 1907 mit der 2. Pfarrstelle in Neuenstadt vereinigt. Die heutige Kirche in Bürg wurde um 1650 im frühbarocken Stil erbaut. Sie besitzt Grabdenkmäler der Herren von Gemmingen. Heute wird die Kirchengemeinde vom Pfarramt Cleversulzbach betreut.

### Kirchengemeinde Cleversulzbach

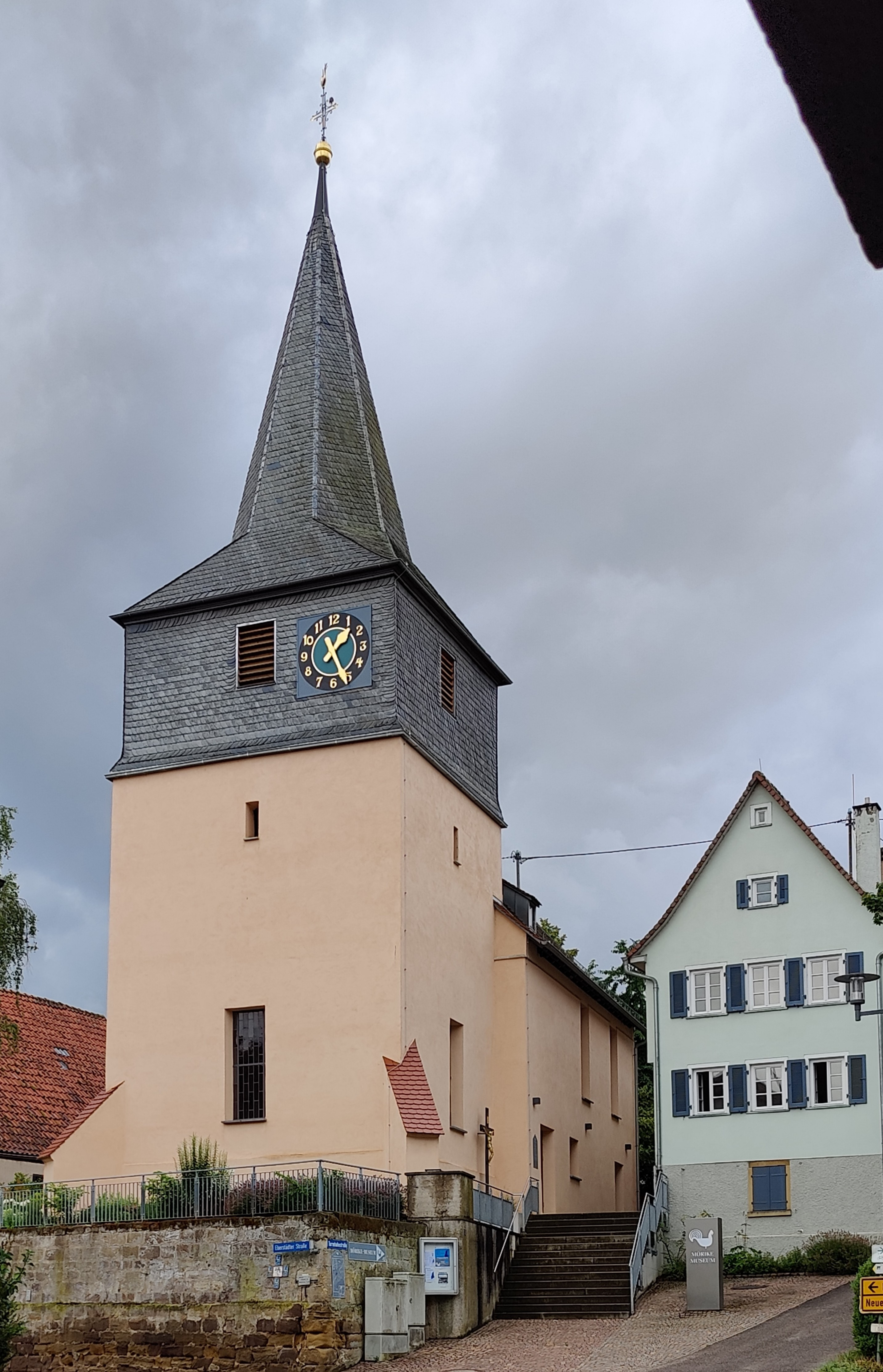
St. Jost in Cleversulzbach

Die Kirchengemeinde Cleversulzbach umfasst den Stadtteil Cleversulzbach der Stadt Neuenstadt am Kocher. Der Ort gehörte kirchlich zunächst zu Helmbund bzw. dem späteren Neuenstadt. Eine Kirche wird bereits 1490 erstmals erwähnt, welche 1592 zur Pfarrkirche erhoben wurde. Die Kirche mit kreuzgewölbtem Chor im Ostturm wurde 1958 umgebaut. Das Pfarramt Cleversulzbach betreut auch die Nachbarkirchengemeinde Bürg.

### Kirchengemeinde Gochsen

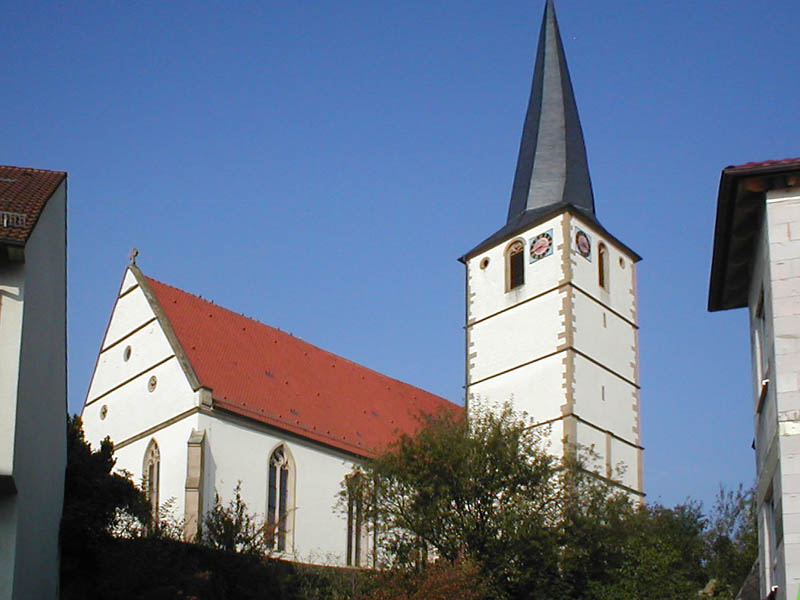
Evang. Kirche Hardthausen-Gochsen

Die Kirchengemeinde Gochsen umfasst den Ortsteil Gochsen der Gemeinde Hardthausen am Kocher. Der Ort gehörte kirchlich zunächst zu Kochersteinsfeld. 1315 stiftete Weinsberg eine Pfarrei. Die Kirche wurde 1601 erbaut und 1878 von Leins völlig umgebaut. Der Turm ist älter.

### Kirchengemeinde Gundelsheim

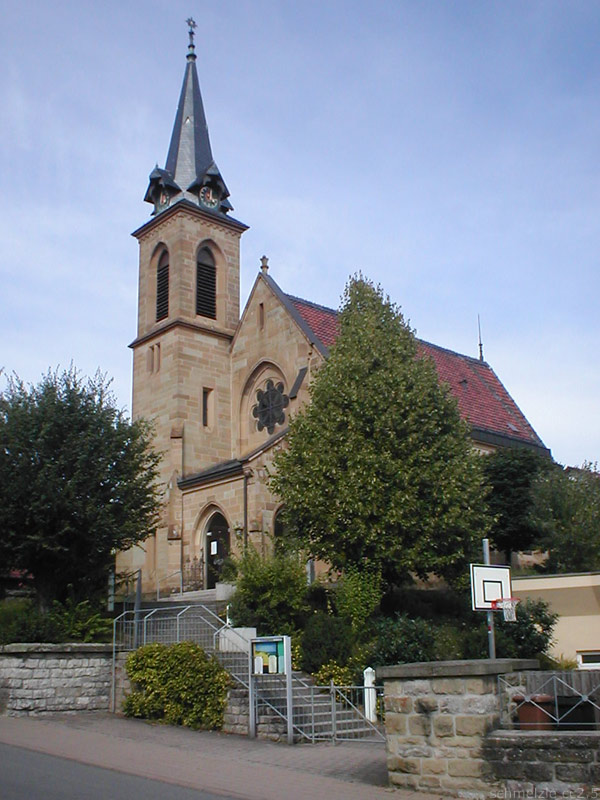
Evangelische Kirche Gundelsheim

Die Kirchengemeinde Gundelsheim umfasst die Stadt Gundelsheim. Gundelsheim mit den zugehörigen Stadtteilen ist als ehemalige Besitzung des Deutschen Ordens von alters her katholisch. In der Kernstadt Gundelsheim zogen im 19. Jahrhundert auch evangelische Einwohner zu. Sie konnten sich 1896 eine eigene Kirche erbauen. Später wurde die selbstständige Filialkirchengemeinde Gundelsheim als Tochtergemeinde von Neckarsulm errichtet, bis Gundelsheim schließlich zur selbständigen Kirchengemeinde erhoben wurde. Diese betreut heute auch die überwiegend erst nach dem Zweiten Weltkrieg zugezogenen evangelischen Bewohner in den Gundelsheimer Stadtteilen, wobei die Stadtteile Obergriesheim und Höchstberg erst mit Wirkung vom 1. Januar 1980 in die Kirchengemeinde Gundelsheim umgegliedert wurden. Zuvor gehörten diese Orte zur Kirchengemeinde Bad Friedrichshall (ab 1949 Kirchengemeinde Jagstfeld). Obergriesheim war jedoch bereits bis 1947 und Höchstberg bis 1964 schon einmal Teil der Kirchengemeinde Gundelsheim. Obergriesheim war durch Bekanntmachung des Oberkirchenrats vom 7. März 1947 zusammen mit Duttenberg und Untergriesheim, Höchstberg durch Bekanntmachung vom 20. April 1964 der Kirchengemeinde Bad Friedrichshall (bzw. Kirchengemeinde Jagstfeld) zugeordnet worden, bevor diese beiden Orte 1980 wieder in die Kirchengemeinde Gundelsheim zurückgegliedert wurden. Duttenberg und Untergriesheim gehören als heutige Stadtteile von Bad Friedrichshall weiterhin zur Kirchengemeinde Jagstfeld.

### Verbundkirchengemeinde Jagsthausen-Olnhausen
Die Kirchengemeinden Jagsthausen und Olnhausen haben anlässlich der Neubildung des Kirchenbezirks Weinsberg-Neuenstadt zum 1. Januar 2020 eine Verbundkirchengemeinde gebildet.

#### Kirchengemeinde Jagsthausen

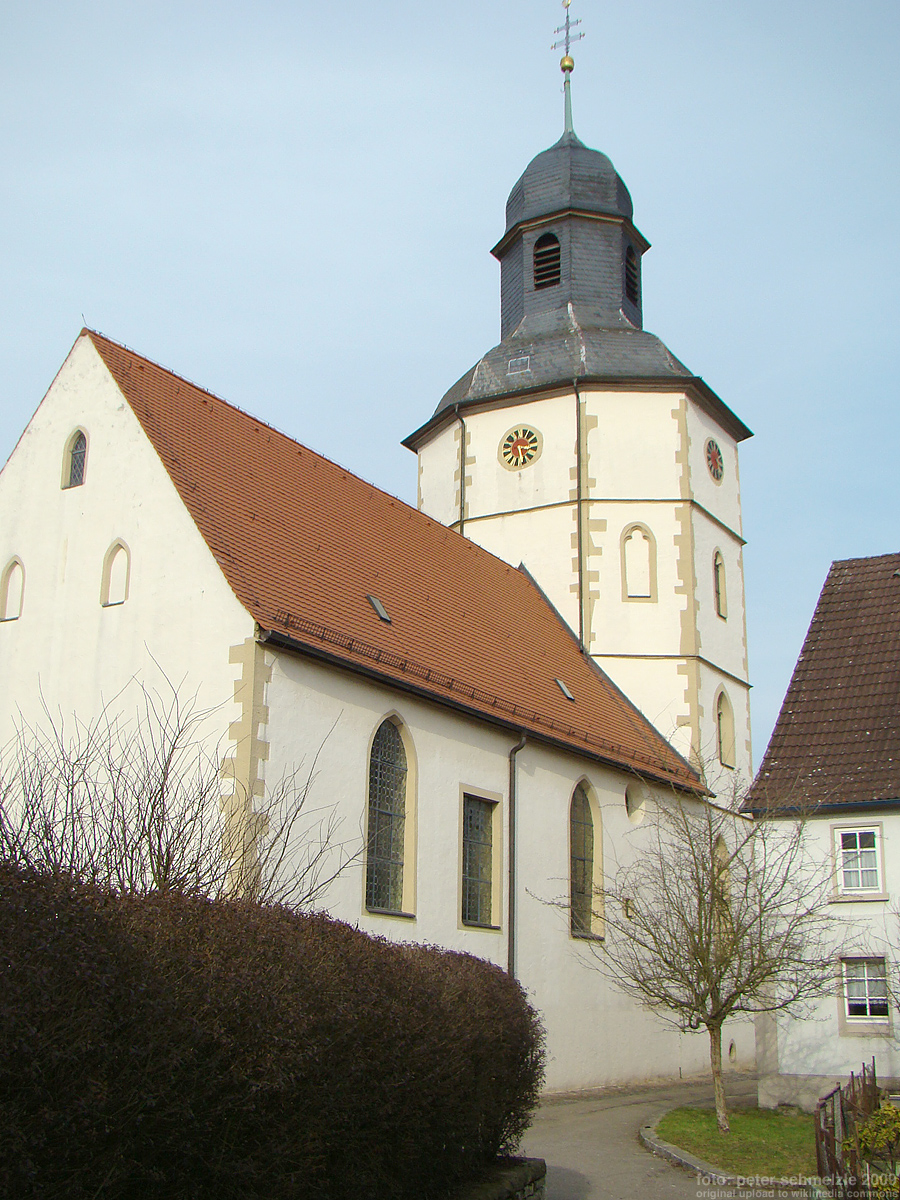
Jakobuskirche in Jagsthausen

Die Kirchengemeinde Jagsthausen umfasst die Gemeinde Jagsthausen ohne Olnhausen, das eine eigene Kirchengemeinde bildet, die jedoch vom Pfarramt Jagsthausen mit betreut wird. Kirchlich gehörte Jagsthausen zunächst zu Widdern. Eine Kirche zu Unserer Lieben Frau wird jedoch bereits 1294 erstmals erwähnt. Das Patronat stand den jeweiligen Ortsherren zu, die 1560 die Reformation einführten. Die heutige Jakobuskirche ist eine mehrmals umgebaute gotische Chorturmanlage mit unregelmäßigem sechseckigem Turm. Sie besitzt mehrere Grabdenkmäler der Herren von Berlichingen.

#### Kirchengemeinde Olnhausen

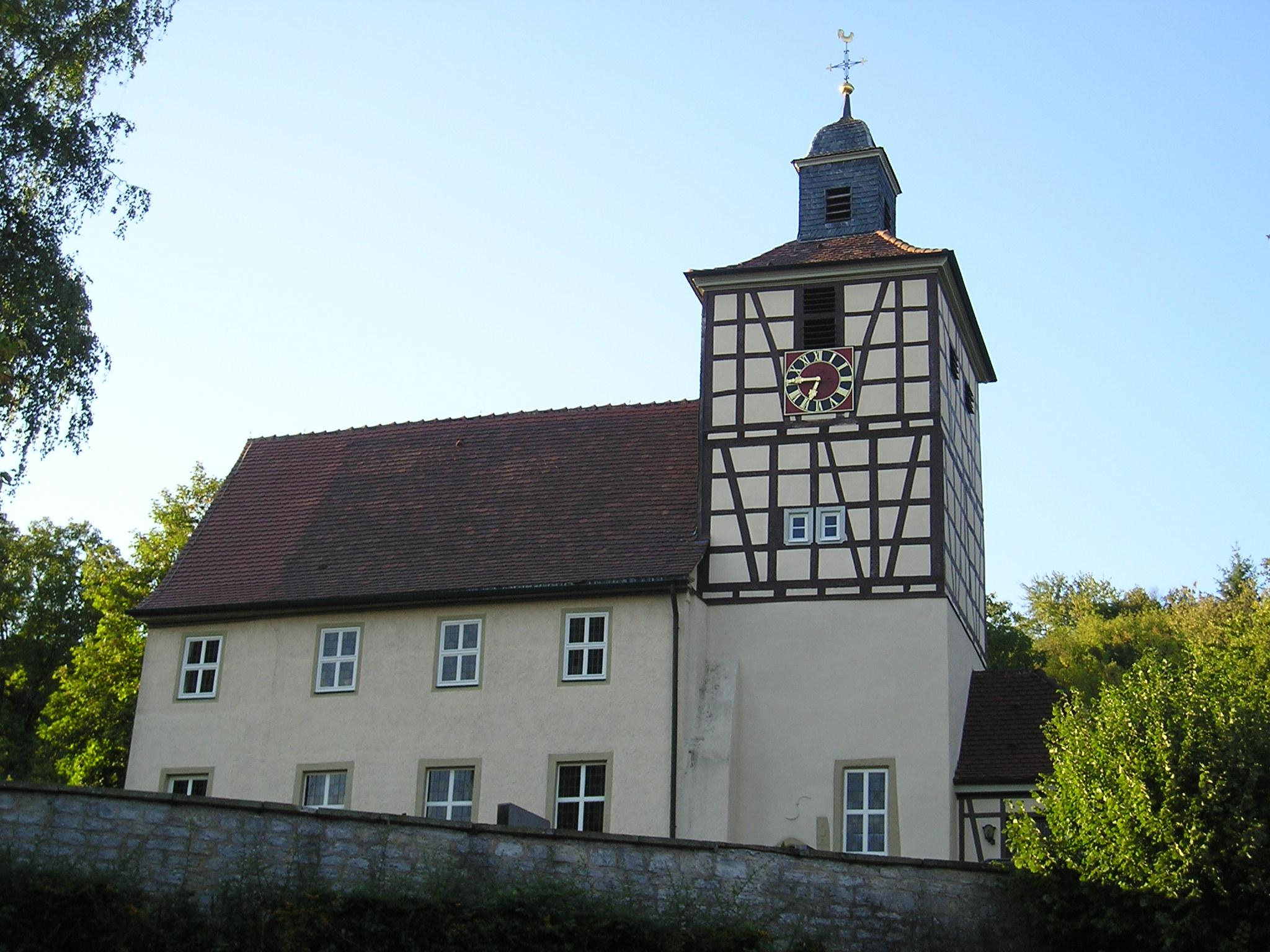
Evang. Johanneskirche Jagsthausen-Olnhausen

Die Kirchengemeinde Olnhausen umfasst den Ortsteil Olnhausen der Gemeinde Jagsthausen, von dessen Pfarramt sie mitbetreut wird. Ursprünglich gehörte Olnhausen wie der Hauptort Jagsthausen kirchlich zu Widdern. 1329 erhielt der Ort eine eigene Kaplanei und im 16. Jahrhundert auch eine Pfarrei. Sie wurde aber meist von Jagsthausen aus versehen. Der Kirchensatz gehörte zunächst dem Stift Mosbach, seit der Reformation der Kurpfalz. Die gotische Kirche wurde 1880 erneuert.

### Kirchengemeinde Kochersteinsfeld

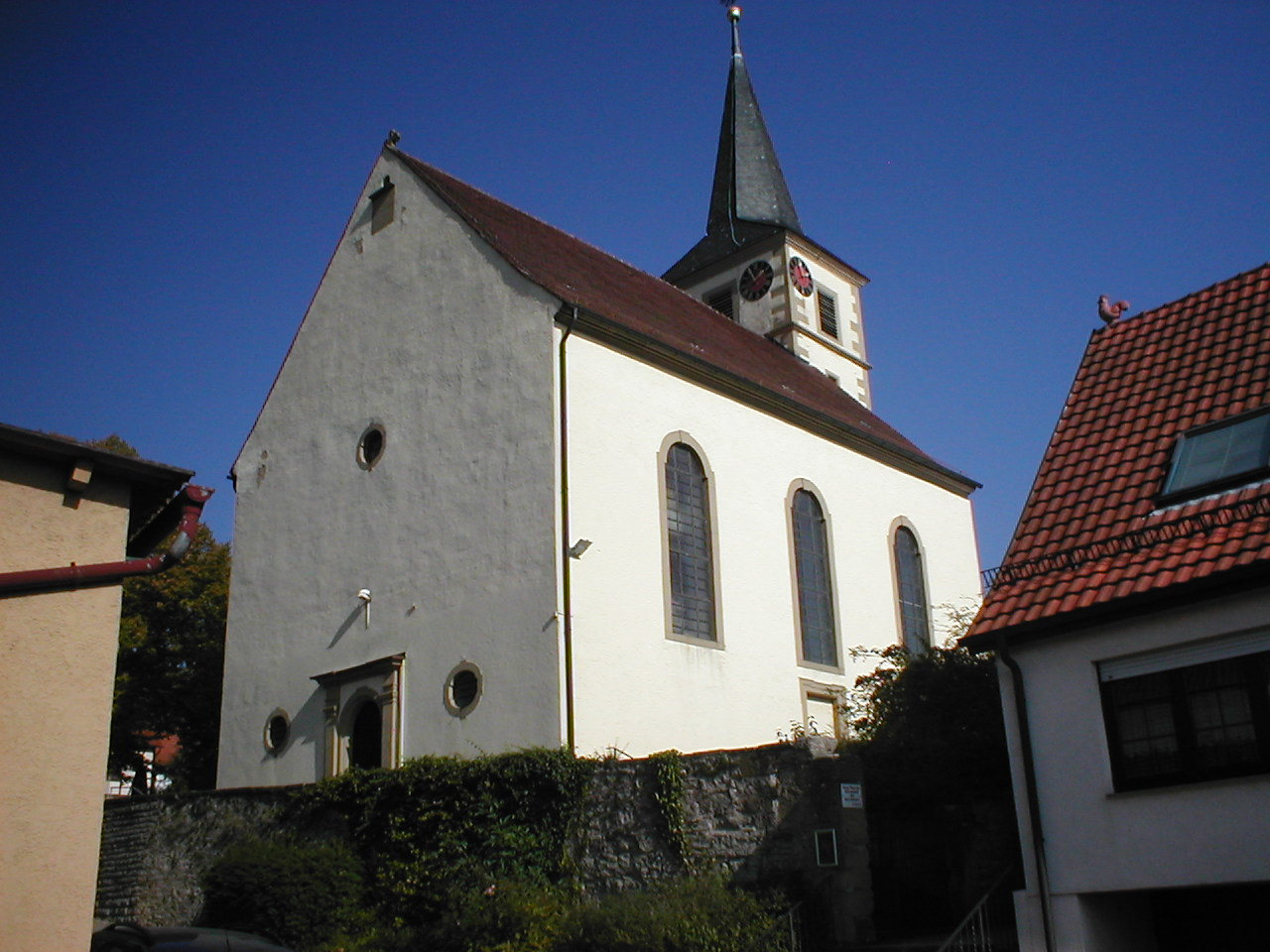
Evang. Kirche Hardthausen-Kochersteinsfeld

Die Kirchengemeinde Kochersteinsfeld umfasst den Ortsteil Kochersteinsfeld ohne den Schweizerhof der Gemeinde Hardthausen am Kocher. Der Schweizerhof wurde durch Bekanntmachung des Oberkirchenrats vom 6. Dezember 1963 der Kirchengemeinde Lampoldshausen zugeordnet.
Die Pfarrkirche zu Unserer Lieben Frau wurde 1281 erstmals erwähnt, als das Kloster Amorbach den Kirchensatz an Weinsberg verkaufte. 1432 kam er an das Stift Mosbach. Die Kirche ist in ihrer heutigen Gestalt ein Bau von 1733 mit im Sockel romanischem Ostturm. Das Kirchenschiff wurde 1733 als Saalkirche mit fast quadratischem Grundriss beträchtlich nach Süden erweitert. Die große Raumhöhe mit sechs hohen Rundbogenfenstern, in der Westfassade zwei Barock-Oculi und einer flachen Decke mit Medaillon-Malerei diente dem Einbau einer doppelten Westempore, weswegen dann auch die Kanzel sehr hoch angebracht werden musste. Im 19. Jahrhundert gab es mehrere Renovierungen und die Ausstattung mit Turmuhr und Heizung. Erhalten sind in und an der Kirche einige historische Epitaphe sowie zwei Gefallenen-Denkmale beider Weltkriege. Bei der umfassenden Renovierung 1954 wurde der alte kleine Turmchor zugunsten einer geschlossenen Raumwirkung bis auf eine Tür zugemauert. An der einstigen Chorbogenwand befindet sich die Kanzel, deren schmuckvoller Schalldeckel von 1733 von einer Skulptur des auferstandenen Christus bekrönt wird. Die Kanzel wird flankiert von einem Wandgemälde mit dem Gleichnis von den klugen und törichten Jungfrauen, das der Stuttgarter Kunstprofessor Rudolf Yelin der Jüngere anlässlich der Renovierung 1954 geschaffen hat. Das Bronze-Altarkruzifix  unterhalb der Kanzel stammt aus der Werkstatt des Bildhauers Martin Scheible aus Ulm. Die Apostelgemälde des 18. Jahrhunderts an den Emporenbrüstungen schmücken nach Restaurierung wieder den Kirchenraum. Auf der Nordseite am dortigen Portal wurde 2010/13 ein Flachdach-Anbau mit Foyer und Nebenräumen errichtet sowie in das östliche Nordfenster unten ein Emporen-Notausgang eingebaut.

### Kirchengemeinde Lampoldshausen

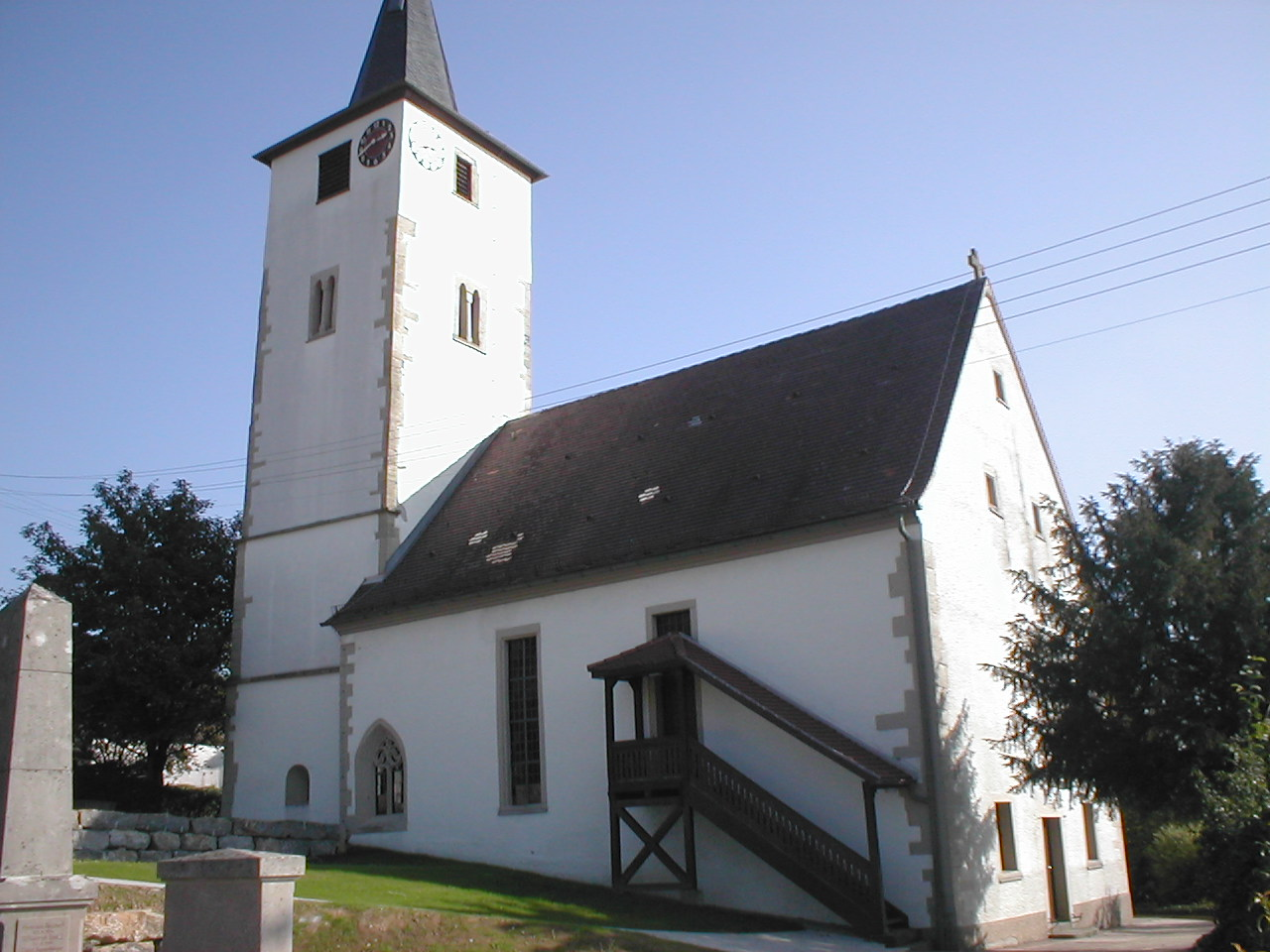
Evang. Kirche Hardthausen-Lampoldshausen

Die Kirchengemeinde Lampoldshausen umfasst den Ortsteil Lampoldshausen und den Schweizerhof der Gemeinde Hardthausen am Kocher. Der Ort war kirchlich zunächst eine Filiale von Kochersteinsfeld. Eine Kirche St. Nikolaus wurde 1333 erstmals erwähnt. Sie gehörte dem Stift Möckmühl. Die Kirche hat einen romanischen Turmchor mit romanischen und frühgotischen Wandmalereien. 1745 wurde sie erneuert.
Der Schweizerhof wurde durch Bekanntmachung des Oberkirchenrats vom 6. Dezember 1963 von der Kirchengemeinde Kochersteinsfeld der Kirchengemeinde Lampoldshausen zugeordnet.

### Verbundkirchengemeinde Möckmühl, Bittelbronn, Roigheim, Ruchsen und Züttlingen
Die Kirchengemeinden Möckmühl, Bittelbronn, Roigheim, Ruchsen und Züttlingen haben anlässlich der Neubildung des Kirchenbezirks Weinsberg-Neuenstadt zum 1. Januar 2020 eine Verbundkirchengemeinde gebildet.

#### Kirchengemeinde Möckmühl

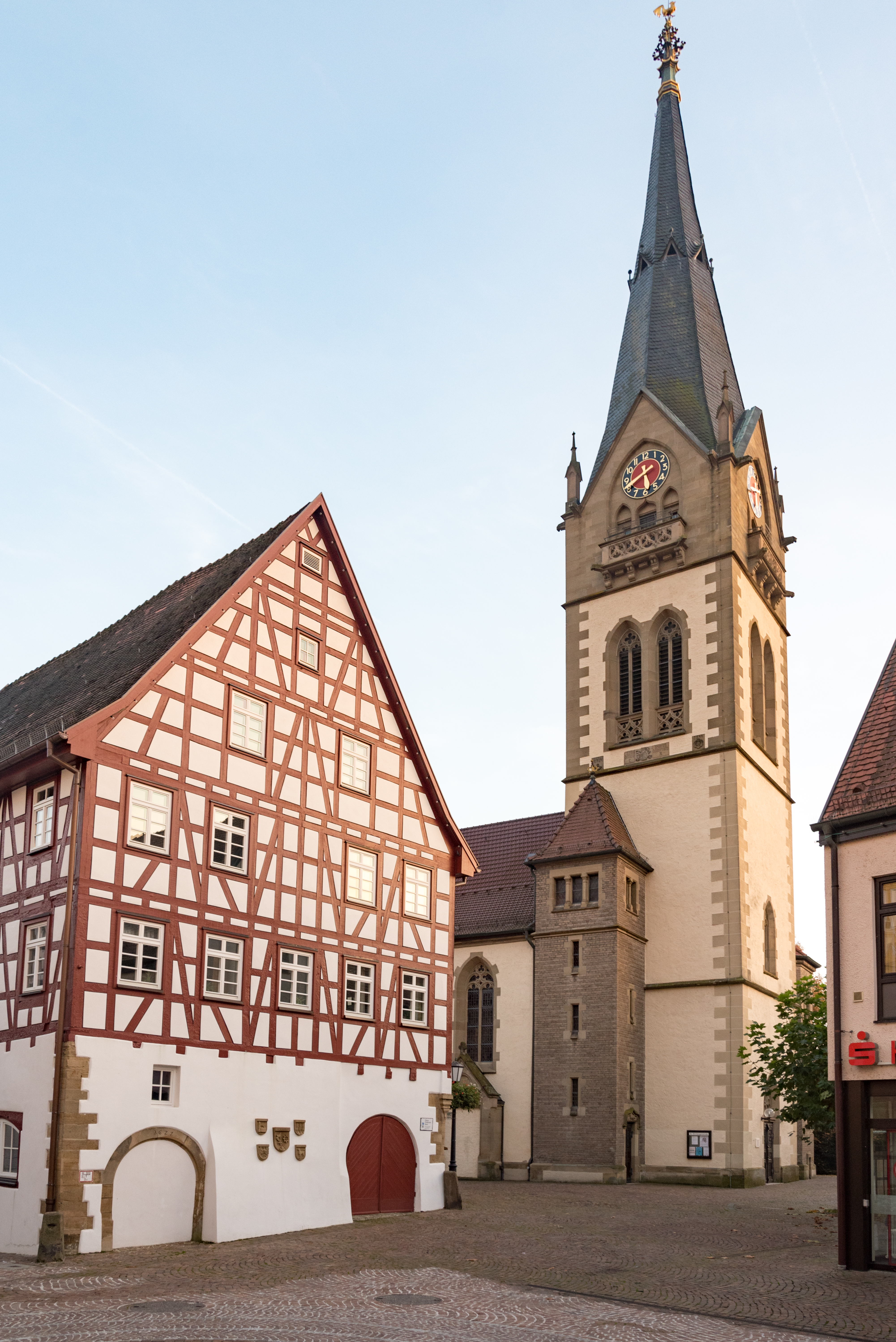
Stadtkirche Möckmühl

Die Kirchengemeinde Möckmühl umfasst die Kernstadt von Möckmühl. Die Kirche St. Bonifatius wurde bereits 815 erstmals erwähnt. 976 kam sie mit dem Kloster Mosbach an das Hochstift Worms. 1285 wurde sie dem Chorherrenstift Mosbach inkorporiert, das den Kirchensatz 1549 an Württemberg abtrat. Die ursprünglich spätgotische Kirche brannte 1898 ab. An ihrer Stelle wurde die heutige Stadtkirche im neugotischen Stil erbaut. Von der Vorgängerkirche sind lediglich zwei Geschosse des Turms sowie der Chor mit Wandmalereien aus dem 15. Jahrhundert erhalten. Die Friedhofskapelle wurde um 1580 errichtet. In der Kirchengemeinde Möckmühl sind heute zwei Pfarrer tätig. Das Pfarramt I betreut auch die Gemeindeglieder der Kirchengemeinde Bittelbronn. Das Pfarramt II betreut auch die Gemeindeglieder der Kirchengemeinde Ruchsen.

#### Kirchengemeinde Bittelbronn

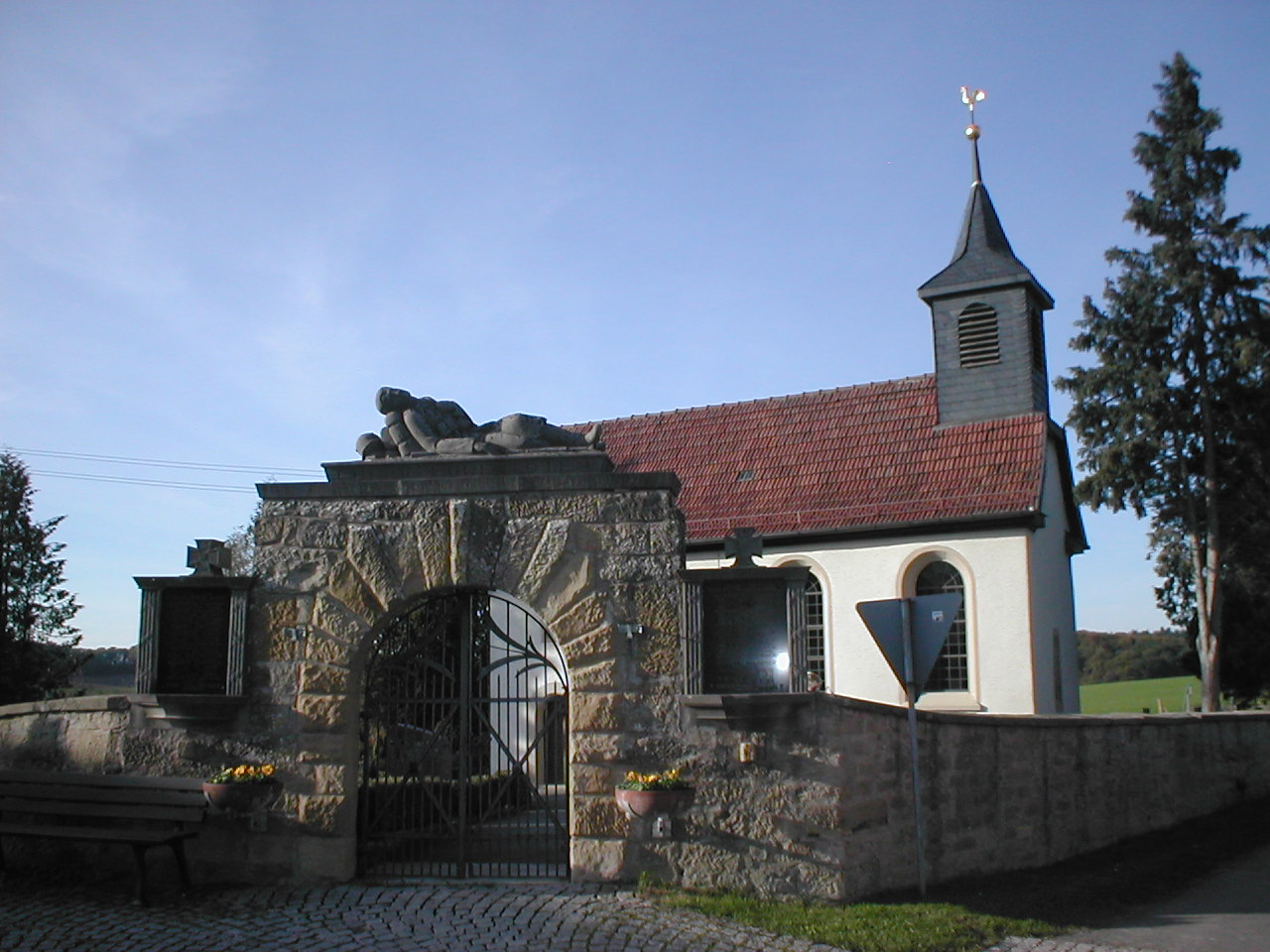
Friedhofskapelle in Bittelbronn

Die Kirchengemeinde Bittelbronn umfasst den Stadtteil Bittelbronn der Stadt Möckmühl. Kirchlich war Bittelbronn stets Filiale von Möckmühl. Daher wird die Kirchengemeinde Bittelbronn vom Pfarramt Möckmühl I betreut. Doch gibt es eine kleine Kirche in einem ummauerten Kirchhof.

#### Kirchengemeinde Roigheim

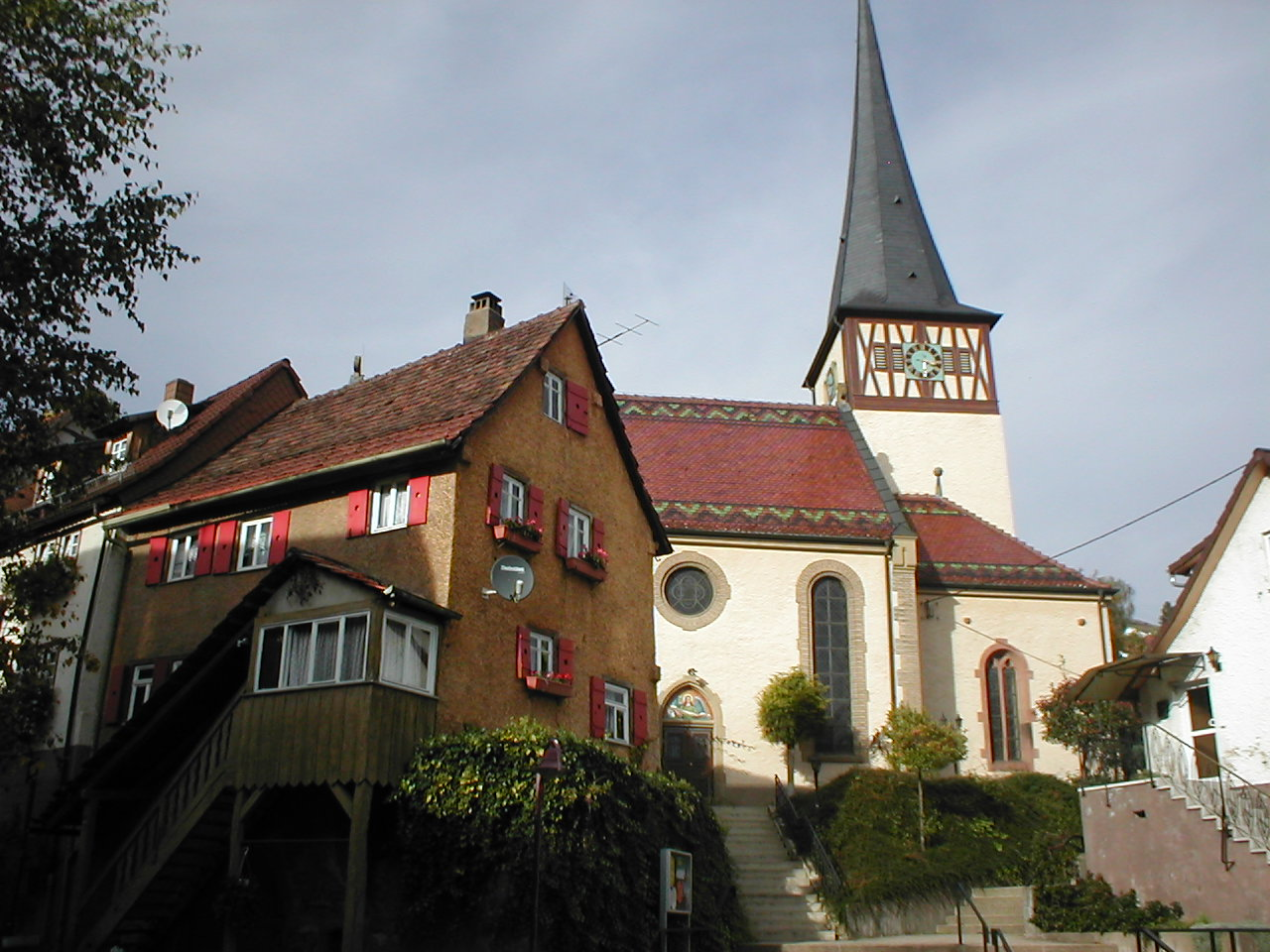
Evang. Kirche Roigheim

Die Kirchengemeinde Roigheim umfasst die Gemeinde Roigheim. Eine Kirche wurde 1299 erstmals erwähnt, als der Kirchensatz vom Hochstift Würzburg dem Kloster Amorbach geschenkt wurde. Von dort kam er 1687 an Württemberg. Die Kirche war Mutterkirche für einige Nachbarorte. Die heutige Kirche wurde 1902 erbaut. Dabei wurde der gotische Turm der früheren Kirche von 1457 beibehalten.

#### Kirchengemeinde Ruchsen

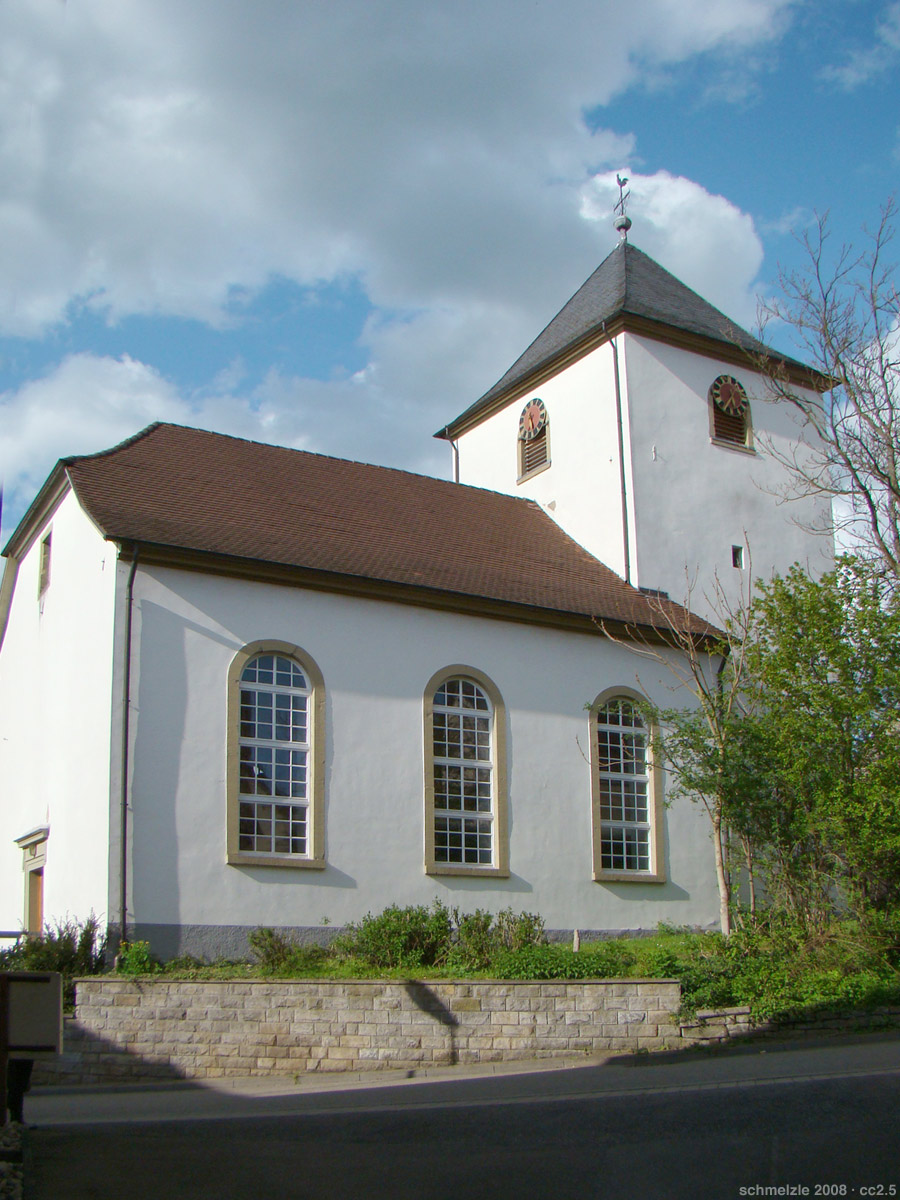
Evangelische Kirche Möckmühl-Ruchsen

Die Kirchengemeinde Ruchsen umfasst den Stadtteil Ruchsen der Stadt Möckmühl. Eine Kirche wird in Ruchsen 1331 als Filiale von Möckmühl erwähnt. Mitte des 15. Jahrhunderts hatte das Stift Mosbach das Patronatsrecht. Die klösterlich-mainzische Ortsherrschaft führte die Reformation ein. Die heutige Kirche in Ruchsen wurde 1823 erbaut. Dabei wurde der alte Chorturm weiterverwendet. Da der Ort seit 1806 zu Baden gehörte, war Ruchsen auch kirchlich der badischen Landeskirche zugeordnet. Am 1. Januar 1976 wechselte Ruchsen in die württembergische Landeskirche, da er politisch inzwischen ins württembergische Möckmühl eingemeindet worden war.
Im Mittelalter gehörte auch der heutige Möckmühler Stadtteil Korb als Filiale zur Pfarrei Ruchsen. Die Ortsherrschaft führte in Korb die Reformation ein. 1612 erhielt Korb jedoch einen eigenen Pfarrer. Nachdem der Ort 1846 im Tausch mit Anteilen Widderns von Württemberg an das Großherzogtum Baden gelangt war, wechselte er 1847 auch kirchlich in die badische Landeskirche. Der Ort bildet dort bis heute eine eigene evangelische Kirchengemeinde (ca. 190 Gemeindeglieder) innerhalb des Kirchenbezirks Adelsheim-Boxberg.
Früher wurden auch die (wenigen) evangelischen Einwohner aus Stein am Kocher von Ruchsen aus betreut, zumal Stein überwiegend katholisch ist. Nachdem der Ort jedoch in die Stadt Neuenstadt am Kocher eingemeindet wurde, wechselte er auch kirchlich zur Kirchengemeinde Neuenstadt am Kocher.

#### Kirchengemeinde Züttlingen
Die Kirchengemeinde Züttlingen umfasst den Stadtteil Züttlingen (mit Assumstadt) der Stadt Möckmühl. Eine Kirche St. Lukas wurde 1325 vom Bischof von Würzburg dem Stift Mosbach inkorporiert. Später gehörte diese den Besitzern von Assumstadt, dem Nachbarort, der stets zu Züttlingen gehörte. Die gotische Pfarrkirche in Züttlingen wurde 1844 abgebrochen. Übrig blieb nur der Chor, der seit 1873 als Gruftkirche der Freiherren von Ellrichshausen dient. Anstelle der alten Kirche wurde 1856 die heutige evangelische Kirche erbaut. Sie wurde 1963 und 1969 renoviert. Die bereits 1453 erwähnte Kirche St. Christoph in Assumstadt wurde 1797 abgebrochen.

### Gesamtkirchengemeinde Neckarsulm
Die Gesamtkirchengemeinde Neckarsulm umfasst die Kernstadt und die Stadtteile Amorbach und Dahenfeld der Stadt Neckarsulm sowie die Gemeinde Erlenbach. Der Neckarsulmer Stadtteil Obereisesheim bildet eine eigenständige Kirchengemeinde, die zum Kirchenbezirk Heilbronn gehört. Sie wurde 1984 gebildet, als die bis dahin alleinige Kirchengemeinde Neckarsulm in die drei Kirchengemeinden Stadtkirchengemeinde Neckarsulm, Heilig-Geist-Kirchengemeinde Neckarsulm und Martin-Luther-Kirchengemeinde Neckarsulm aufgeteilt wurde. 1988 wurde dann noch die Christuskirchengemeinde Erlenbach als vierte Kirchengemeinde aus der Stadtkirchengemeinde Neckarsulm gebildet. Das Kultusministerium hatte die einzelnen Kirchengemeinden und die Gesamtkirchengemeinde Neckarsulm mit Schreiben vom 3. Dezember 1984 als Körperschaften des öffentlichen Rechts anerkannt.

#### Stadtkirchengemeinde Neckarsulm

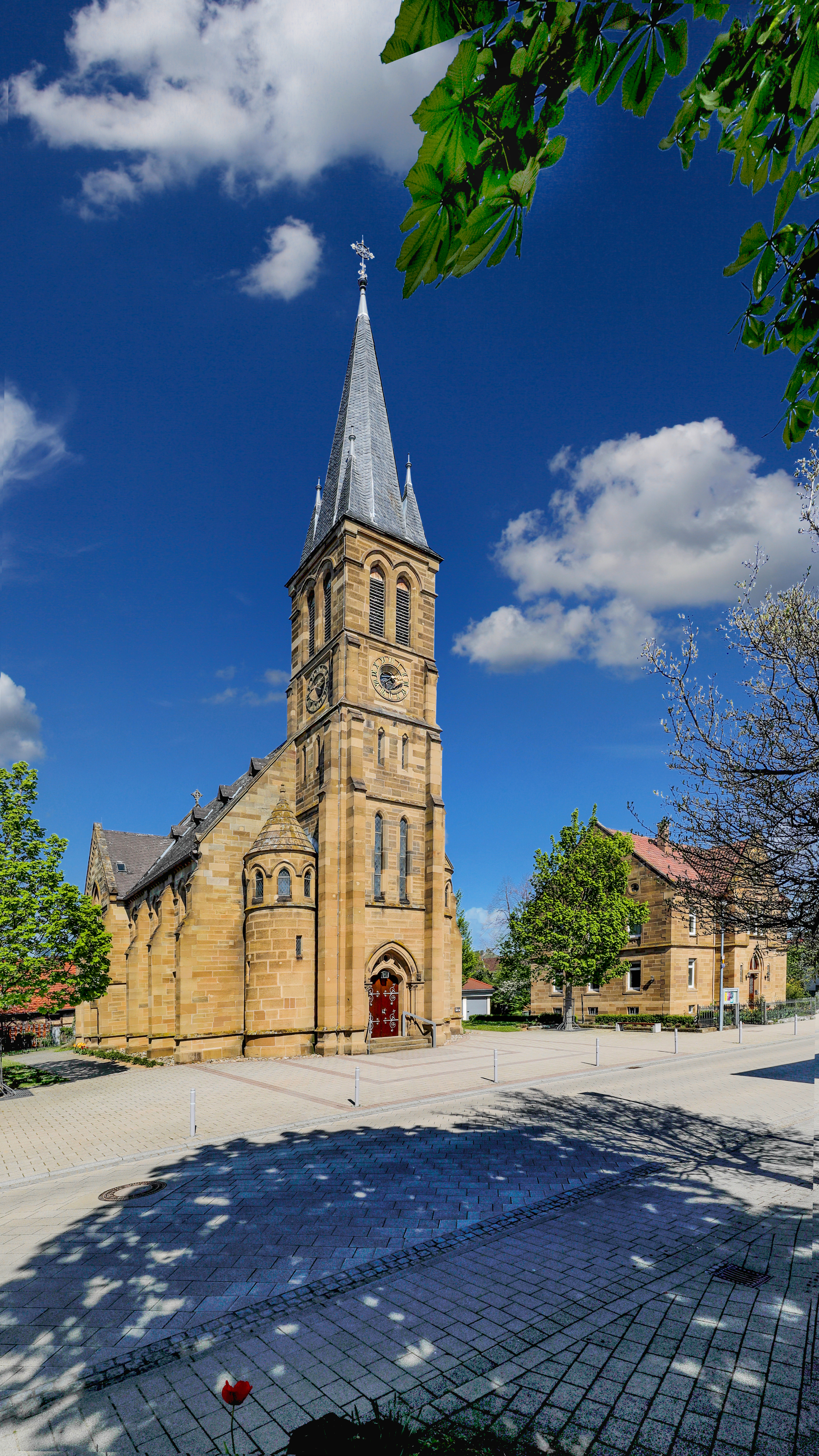
Ev. Stadtkirche Neckarsulm

Die Stadtkirchengemeinde Neckarsulm umfasst die Kernstadt von Neckarsulm, soweit das Gebiet nicht zur Martin-Luther-Kirchengemeinde gehört. Neckarsulm blieb als Besitzung des Deutschen Ordens auch nach der Reformation katholisch. Im Zuge der Industrialisierung zogen im 19. Jahrhundert auch evangelische Einwohner zu, so dass 1850 eine eigene Gemeinde errichtet werden konnte. Die Gottesdienste fanden zunächst in der Schlosskapelle statt. 1888 konnte sich die Gemeinde dann die heutige Stadtkirche erbauen. 1955 wurde im Stadtteil Amorbach die Heilig-Geist-Kirche erbaut und eine eigene Kirchengemeinde errichtet. Später entstand dann noch die Martin-Luther-Kirche mit eigener Gemeinde sowie bereits 1965 die Christuskirche in Erlenbach mit eigener Kirchengemeinde ab 1988. 1984 wurde die Stadtkirchengemeinde Neckarsulm dann als selbständige Kirchengemeinde errichtet, indem die bisher alleinige Kirchengemeinde Neckarsulm aufgeteilt und gleichzeitig die Gesamtkirchengemeinde Neckarsulm gebildet wurde.

#### Heilig-Geist-Kirchengemeinde Neckarsulm-Amorbach

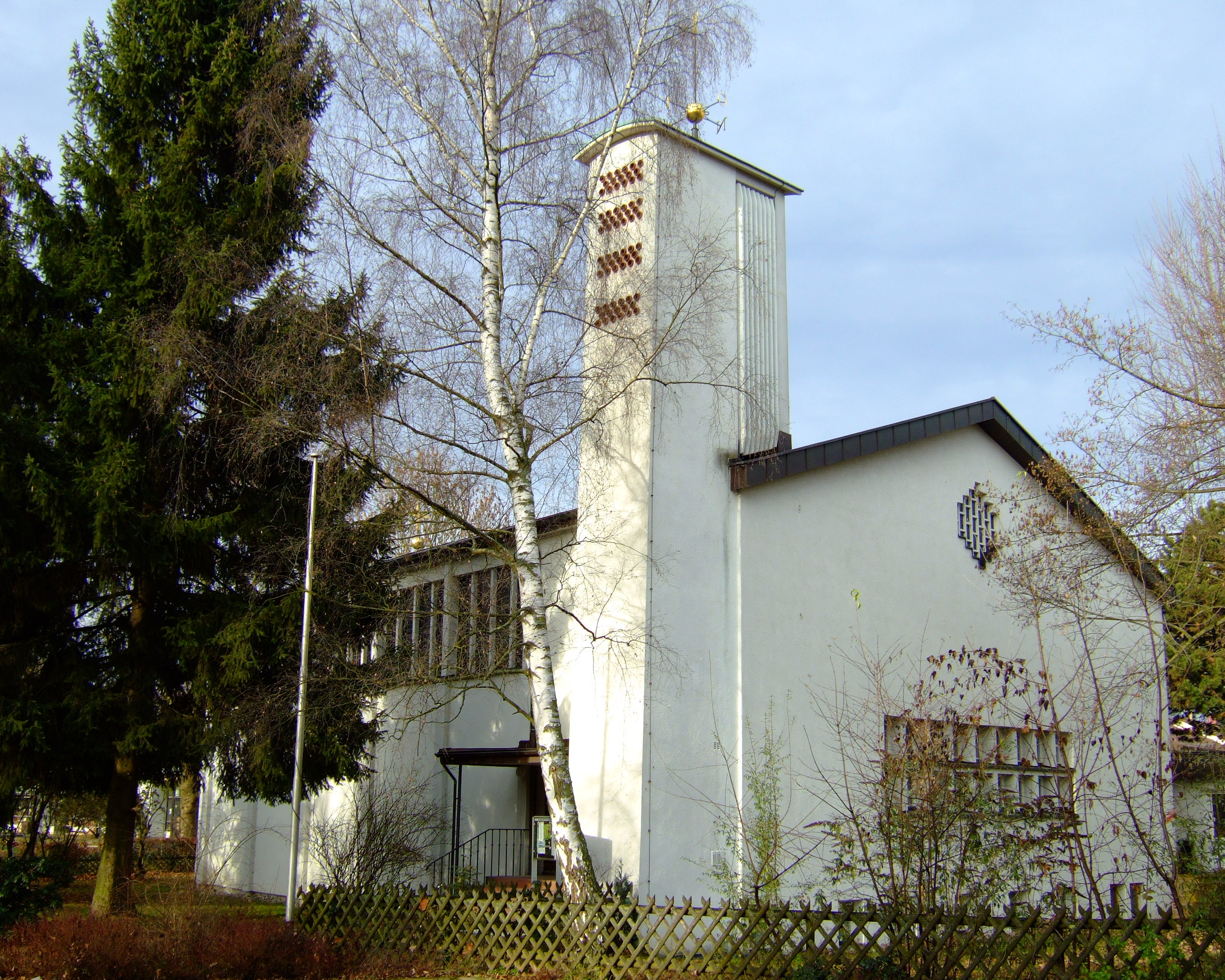
Ev. Heilig-Geist-Kirche Neckarsulm-Amorbach

Die Heilig-Geist-Kirchengemeinde Neckarsulm-Amorbach umfasst die Stadtteile Amorbach und Dahenfeld der Stadt Neckarsulm. Für den Stadtteil Amorbach wurde 1955 eine eigene evangelische Kirche, die Heilig-Geist-Kirche, erbaut und danach auch eine eigene Kirchengemeinde errichtet. Es war die zweite evangelische Kirche innerhalb der damaligen Stadt Neckarsulm. Seit 1975 (Bekanntmachung des Oberkirchenrats vom 13. Februar 1975) gehören zur Heilig-Geist-Kirchengemeinde auch die etwa 270 evangelischen Einwohner (Stand: 2002) aus dem Stadtteil Dahenfeld, die seit 1947 der Kirchengemeinde Neuenstadt zugeordnet waren und vor 1947 schon einmal zur Kirchengemeinde Neckarsulm gehörten. Dahenfeld ist sonst überwiegend katholisch geprägt, da es zum Gebiet des Deutschen Ordens gehörte. 1984 wurde die Heilig-Geist-Kirchengemeinde Neckarsulm dann als selbständige Kirchengemeinde errichtet, indem die bisher alleinige Kirchengemeinde Neckarsulm aufgeteilt und gleichzeitig die Gesamtkirchengemeinde Neckarsulm gebildet wurde.

#### Martin-Luther-Kirchengemeinde Neckarsulm-Neuberg

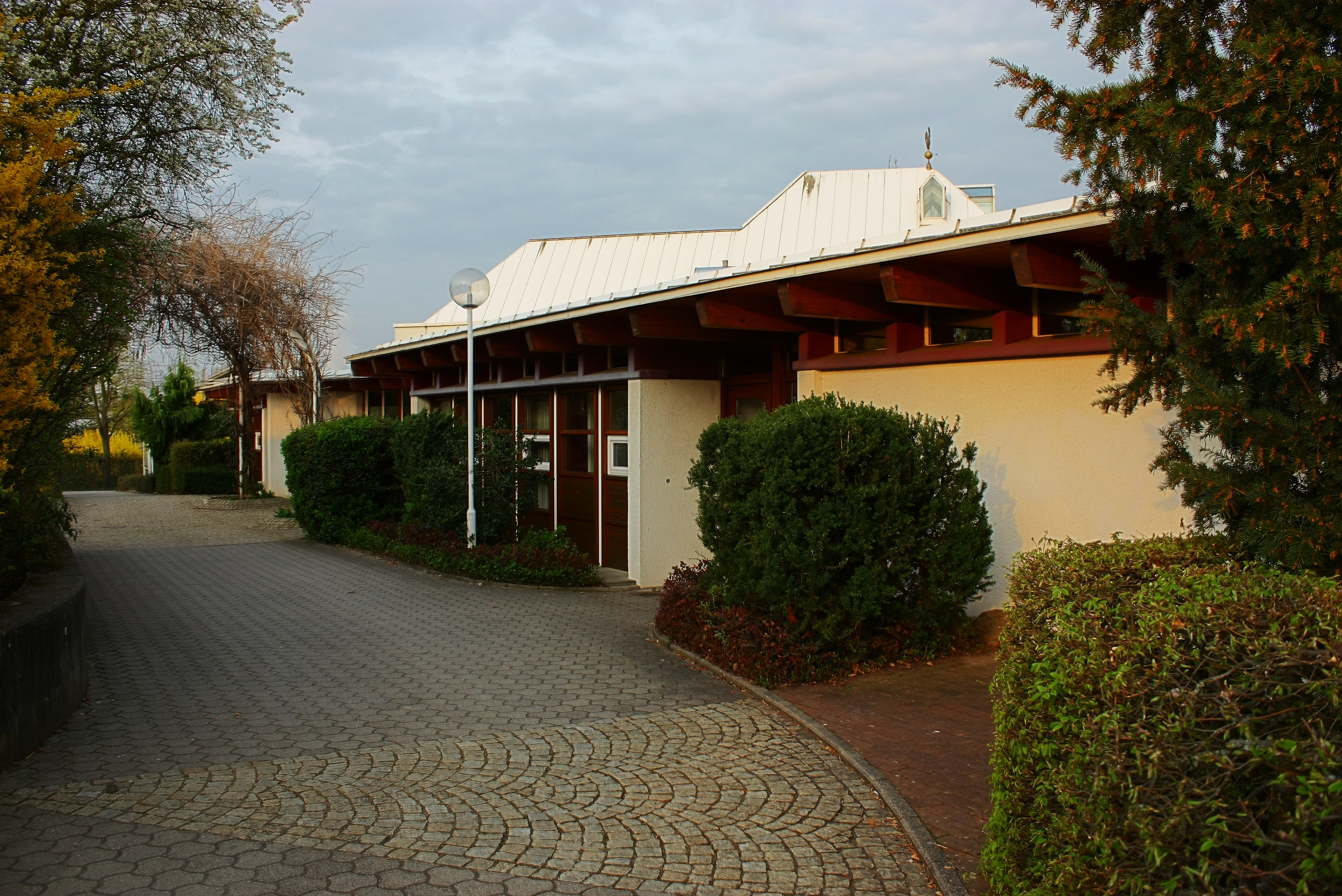
Martin-Luther-Kirche in Neckarsulm

Die Martin-Luther-Kirchengemeinde Neckarsulm-Neuberg umfasst den nördlichen Teil der Kernstadt von Neckarsulm und den Stadtteil Neuberg im Nordosten. Neben der Stadtkirche und der Heilig-Geist-Kirche in Amorbach ist die Martin-Luther-Kirche die dritte evangelische Kirche von Neckarsulm. Sie wurde ab 30. September 1983 gebaut und am 4. November 1984 eingeweiht. 1984 wurde dort die Martin-Luther-Kirchengemeinde Neckarsulm als selbständige Kirchengemeinde errichtet, indem die bisher alleinige Kirchengemeinde Neckarsulm aufgeteilt und gleichzeitig die Gesamtkirchengemeinde Neckarsulm gebildet wurde.

#### Christuskirchengemeinde Erlenbach

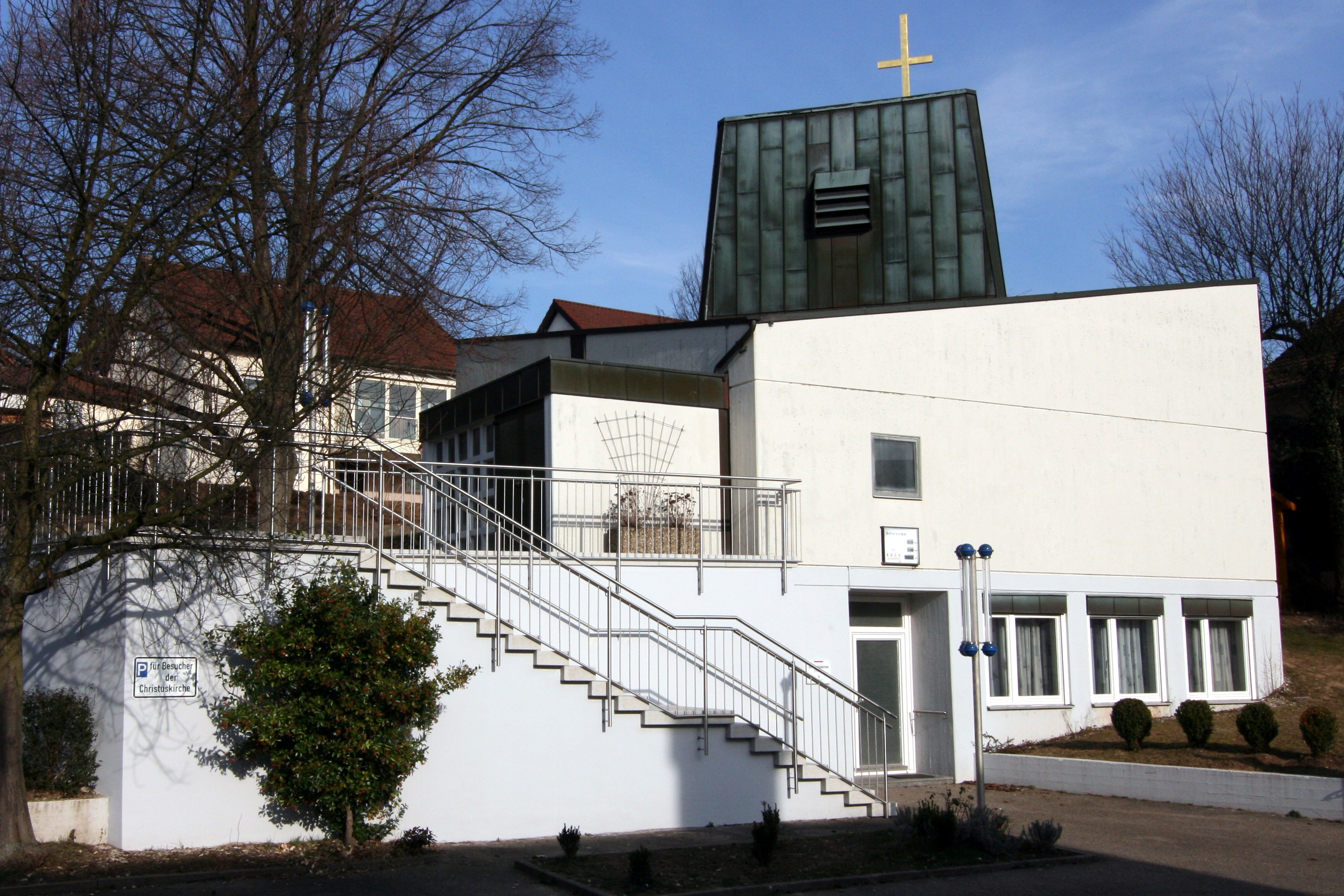
Christuskirche in Erlenbach

Die Christuskirchengemeinde Erlenbach umfasst die Gemeinde Erlenbach mit ihrem Ortsteil Binswangen. Beide Orte waren von alters her katholisch. Sie gehörten zum Deutschordensamt Neckarsulm. Überwiegend erst nach dem Zweiten Weltkrieg zogen auch evangelische Einwohner nach Erlenbach und in den 1935 eingemeindeten Ort Binswangen, die zunächst von der Pfarrei Neckarsulm betreut wurden und zur dortigen Kirchengemeinde gehörten. 1964/65 wurde dann in Erlenbach von der Kirchengemeinde Neckarsulm eine eigene Kirche, die Christuskirche erbaut. Die Einweihung war am 11. Juli 1965. Knapp 20 Jahre später, 1984, wurde der Kirchraum innen und außen renoviert und das Dach neu eingedeckt. Bereits 1981 wurde in Erlenbach ein ständiges Vikariat errichtet, das zum 1. Januar 1987 in eine ständige Pfarrverweserei umgewandelt wurde. Von ihr wurden damals bereits 950 evangelische Einwohner betreut. 1987 wurde die eigenständige „Christuskirchengemeinde Erlenbach“ innerhalb der 1984 errichteten Gesamtkirchengemeinde Neckarsulm, zu der außerdem die ebenfalls 1984 als selbständige Kirchengemeinden gebildete Stadtkirchengemeinde Neckarsulm, die Martin-Luther-Kirchengemeinde Neckarsulm-Neuberg mit Viktorshöhe und die Heilig-Geist-Kirchengemeinde Amorbach gehören, gebildet. Zur Christuskirchengemeinde Erlenbach gehören seither alle evangelischen Bewohner der politischen Gemeinde Erlenbach. Das Kultusministerium hatte die Christuskirchengemeinde Erlenbach mit Schreiben vom 10. Mai 1988 als Körperschaft des öffentlichen Rechts anerkannt. Mit Wirkung vom 1. Februar 2002 wurde die ständige Pfarrverweserei Erlenbach dann vom Oberkirchenrat in eine selbständige Gemeindepfarrstelle Erlenbach umgewandelt.

### Kirchengemeinde Neuenstadt am Kocher

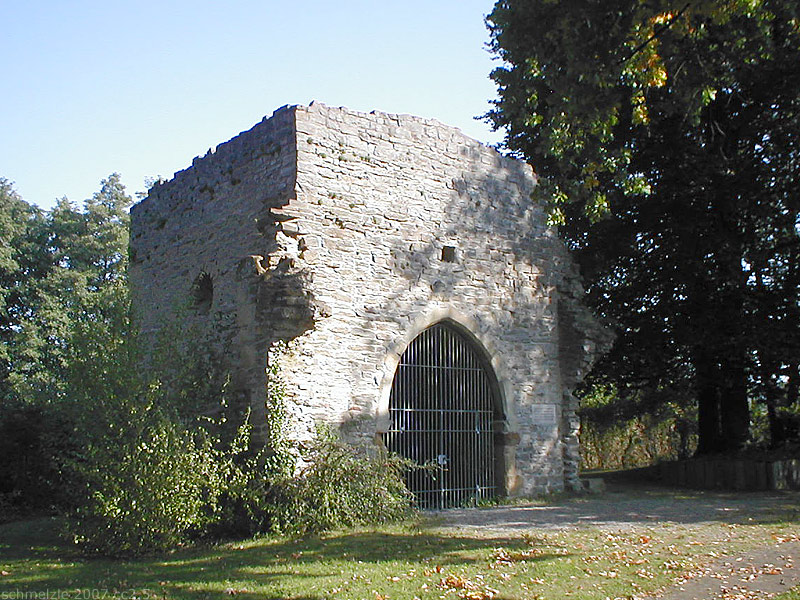
Ruine der Kirche St. Kilian in Helmbund, der Neuenstadter Mutterkirche

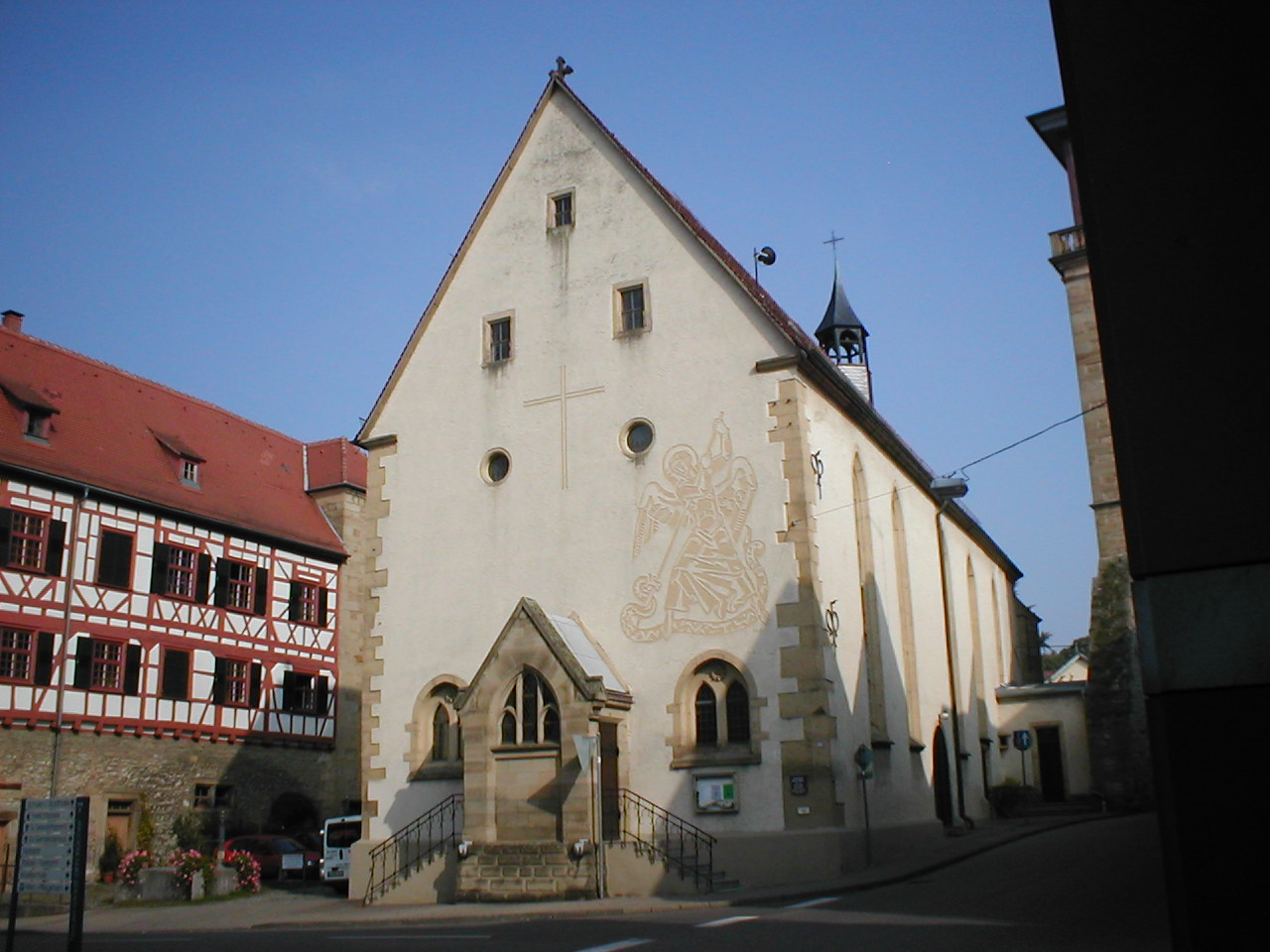
Nikolauskirche im Neuenstadt am Kocher

Die Kirchengemeinde Neuenstadt am Kocher umfasst die Kernstadt und die Stadtteile Kochertürn und Stein am Kocher der Stadt Neuenstadt am Kocher.
Mutterkirche der heutigen Stadt Neuenstadt am Kocher war die Pfarrkirche St. Kilian in Helmbund, der Vorgängersiedlung Neuenstadts, etwa 1 km östlich der heutigen Stadt. Diese Kirche wurde 1286 erstmals erwähnt. Über die Herren von Ernstein gelangte sie an das Kloster Schöntal, dem sie 1301 inkorporiert wurde. Bis 1481 blieb sie Pfarrkirche auch der neuen Stadt. Im Dreißigjährigen Krieg wurde die Kirche fast vollständig zerstört. Heute steht nur noch eine Ruine mit einem 1955 instandgesetzten Chor.
Die heutige Pfarrkirche in Neuenstadt, die Nikolauskirche, ging aus einer Nikolauskapelle hervor, die 1481 zur Pfarrkirche erhoben wurde. Die Kirche wurde 1595/96 zu ihrer heutigen Gestalt erweitert. Als Kirchturm dient der Obere Torturm. Die Kirche besitzt zahlreiche Grabdenkmäler und ein hochbarockes Altarkruzifix aus Alabaster, einen spätbarocken Orgelprospekt von 1741 und einen spätgotischen Taufstein von 1499. Die Gruft beherbergt Sarkophage der Herzöge von Württemberg-Neuenstadt.
Die Stadtteile Kochertürn und Stein am Kocher waren seit alters her katholische Orte. Erst nach dem Zweiten Weltkrieg zogen auch evangelische Einwohner in diese Dörfer. Während die Kochertürner evangelischen Einwohner von Anfang an zur Kirchengemeinde Neuenstadt gehörten, wurden die Steiner evangelischen Einwohner zunächst von der Pfarrei Sulzbach, später von Ruchsen aus betreut, zumal der Ort damals zur badischen Landeskirche gehörte. Mit dem Wechsel der Kirchengemeinde Ruchsen in die württembergische Landeskirche bzw. mit der Eingliederung Steins in die württembergische Stadt Neuenstadt erfolgte mit Wirkung vom 1. Januar 1976 auch eine kirchliche Umgliederung der evangelischen Einwohner aus Stein in die Kirchengemeinde Neuenstadt.
Durch Bekanntmachung des Oberkirchenrats vom 7. März 1947 wurden die evangelischen Bewohner des überwiegend katholischen Ortes Dahenfeld von der Kirchengemeinde Neckarsulm in die Kirchengemeinde Neuenstadt umgegliedert. Nachdem Dahenfeld im Rahmen der Gemeindereform in die Stadt Neckarsulm eingegliedert wurde, wurde Dahenfeld durch Bekanntmachung vom 13. Februar 1975 (wieder) in die Kirchengemeinde Neckarsulm (inzwischen Heilig-Geist-Kirchengemeinde Neckarsulm) umgegliedert. Gleichzeitig wurde 1975 der Oedheimer Ortsteil Degmarn von der Kirchengemeinde Neuenstadt der Kirchengemeinde Kochendorf zugeordnet.

### Kirchengemeinde Neudenau-Siglingen

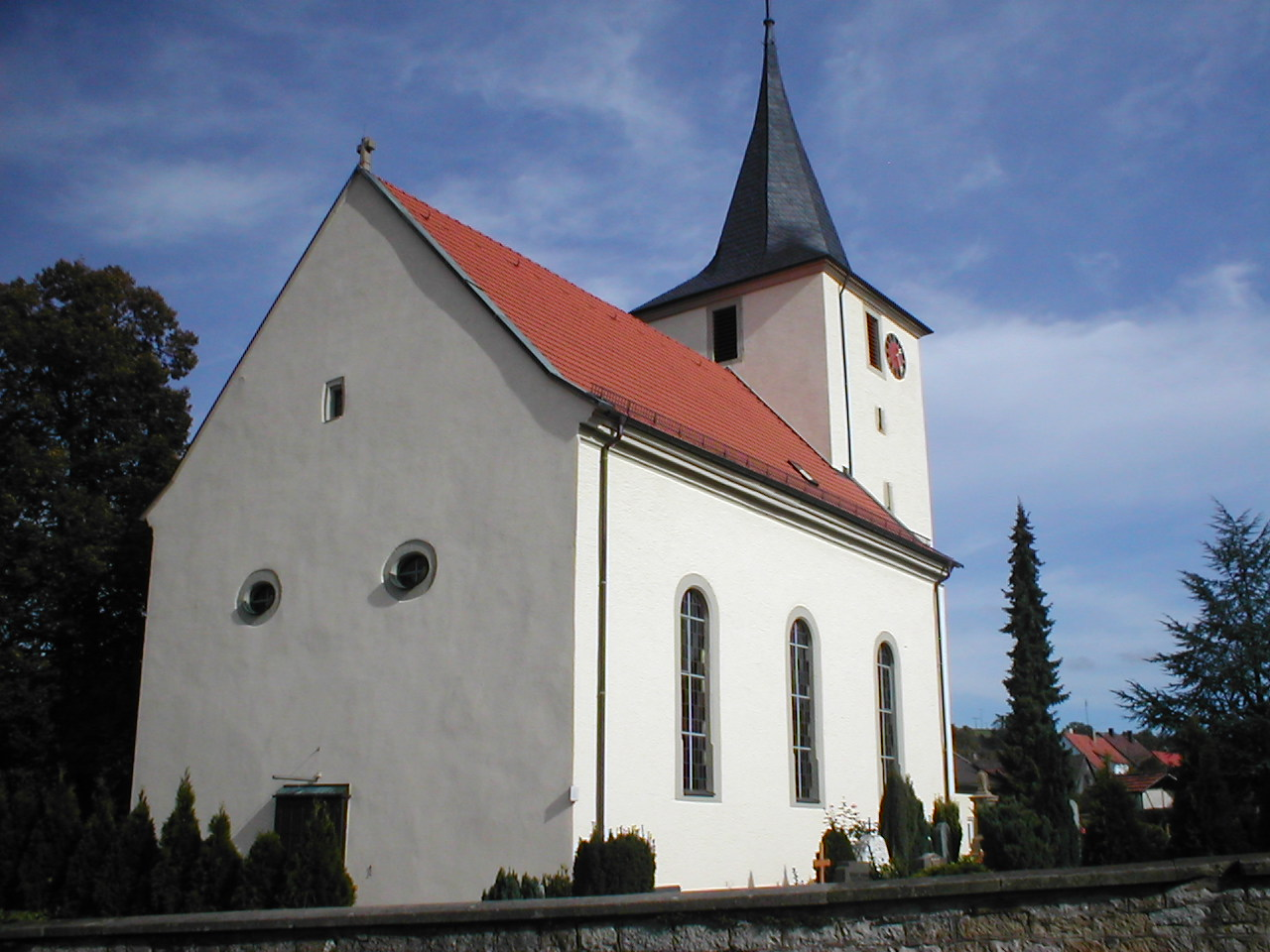
Evang. Ulrichskirche Neudenau-Siglingen

Die Kirchengemeinde Siglingen umfasst die Stadt Neudenau mit ihren Stadtteilen Siglingen (mit den zugehörigen Weilern Kreßbach und Reichertshausen) und Herbolzheim. Siglingen gehörte kirchlich zunächst zu Züttlingen. Württemberg errichtete 1542 eine eigene Pfarrei. Eine Kapelle St. Ulrich wurde aber 1421 erstmals erwähnt. Die heutige Pfarrkirche wurde 1636 erbaut, 1650 durch einen Brand zerstört, dann aber wieder aufgebaut und 1867 erneuert.
In die überwiegend katholischen Orte Neudenau und Herbolzheim zogen nach dem Zweiten Weltkrieg auch evangelische Einwohner zu. Diese wurden zunächst von der Pfarrei Sulzbach (Baden), später von Ruchsen aus betreut. Infolge der politischen Zugehörigkeit zur Stadt Neudenau, zu der auch Siglingen gehört, erfolgte mit Wirkung vom 1. Januar 1976 für die evangelischen Bewohner von Neudenau und Herbolzheim eine Umgliederung in die Kirchengemeinde Siglingen.

### Verbundkirchengemeinde Widdern-Unterkessach
Die Kirchengemeinden Widdern und Unterkessach haben anlässlich der Neubildung des Kirchenbezirks Weinsberg-Neuenstadt zum 1. Januar 2020 eine Verbundkirchengemeinde gebildet.

#### Kirchengemeinde Widdern

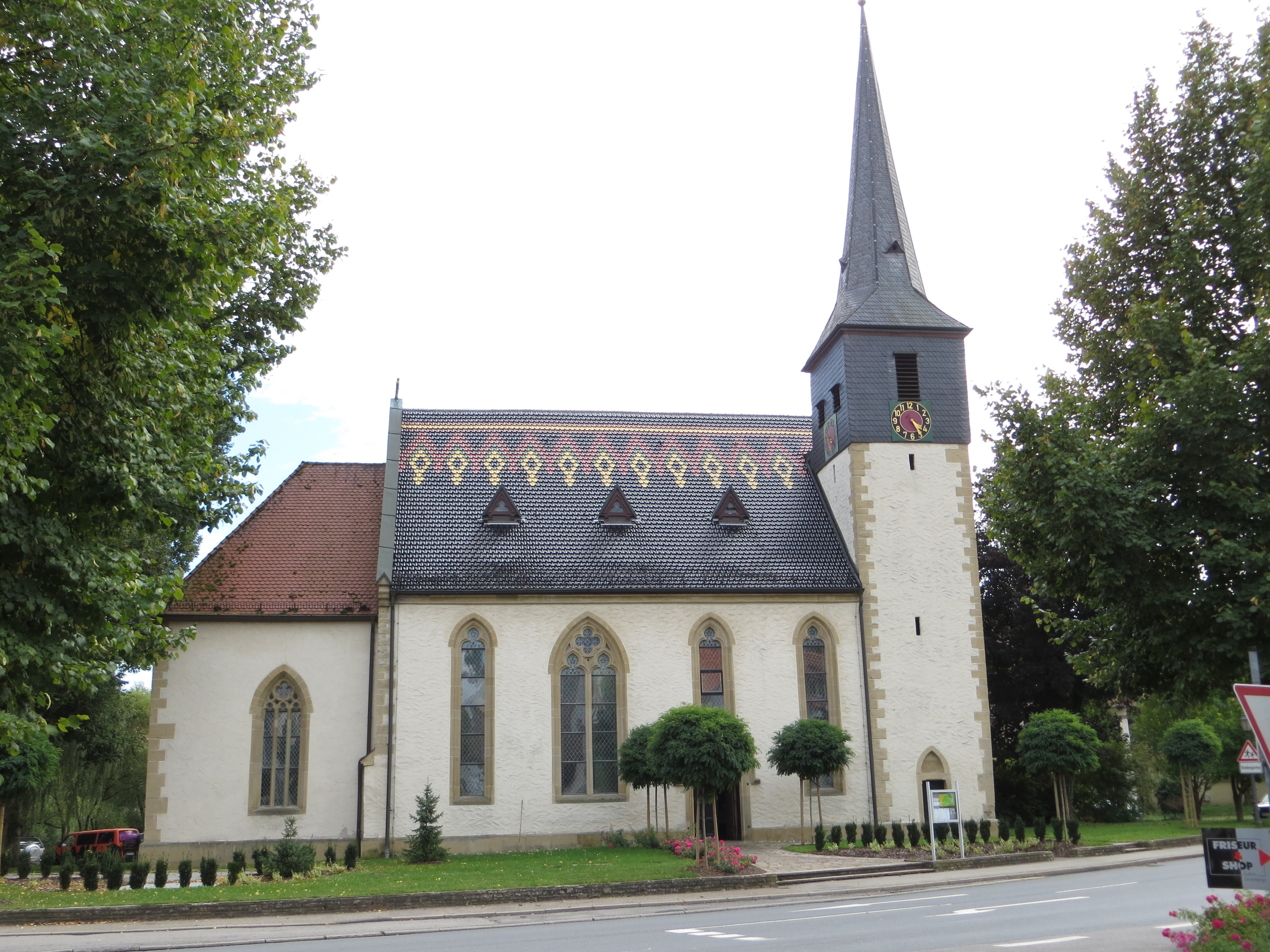
Laurentiuskirche in Widdern

Die Kirchengemeinde Widdern umfasst die Kernstadt von Widdern. Die Pfarrkirche St. Laurentius wurde 1258 vom Hochstift Würzburg an das Stift Mosbach. Durch die Pfalz wurde die Reformation eingeführt. Die spätgotische Laurentiuskirche wurde 1892 durch Lell völlig umgebaut. Sie enthält verschiedene Grabmäler der Ganerben. Der Ort war nämlich in früherer Zeit auf verschiedene Herrschaften aufgeteilt. So hatten beispielsweise im 18. Jahrhundert Würzburg, Württemberg, Gemmingen und Züllnhart Anteil an Widdern. Von 1806 bis 1846 war die Stadt ein badisch-württembergisches Kondominat und kam dann ganz an Württemberg. Das Pfarramt in Widdern betreut heute auch die Nachbarkirchengemeinde Unterkessach.

#### Kirchengemeinde Unterkessach

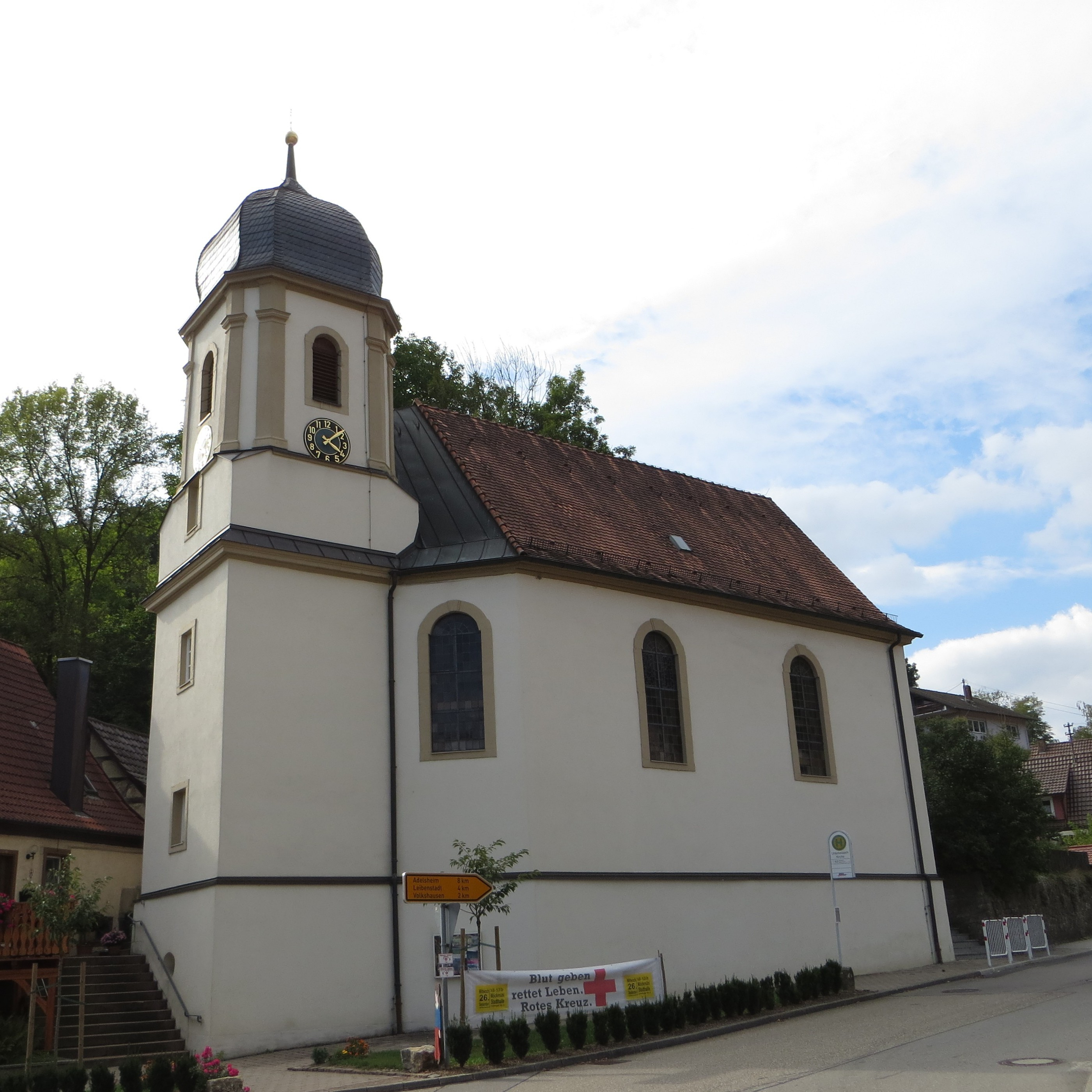
Evangelische Kirche Unterkessach

Die Kirchengemeinde Unterkessach umfasst den Stadtteil Unterkessach der Stadt Widdern. Eine Kirche stand möglicherweise früher außerhalb des Ortes. Im Spätmittelalter bestand eine Pfarrei. Die Ortsherrschaft führte die Reformation ein. 1652 wurde die Pfarrei aufgehoben und mit Widdern vereinigt. Nachdem der Ort politisch 1846 dem Großherzogtum Baden angegliedert worden war, wechselte er 1847 auch kirchlich in die badische Landeskirche. Er wurde dort von der Pfarrei Leibenstadt betreut. Nicht zuletzt infolge der Eingliederung in die württembergische Stadt Widdern wechselte Unterkessach am 1. Januar 2000 zur württembergischen Landeskirche. Die Kirchengemeinde wird seither wieder vom Pfarramt Widdern betreut. Die heutige Kirche wurde 1735/38 wohl unter Verwendung eines alten Turmes vor polygonalem Chor erbaut.

## Archivquellen
- Bestand: Visitationsberichte.   Landeskirchliches Archiv Stuttgart. 1581–1822.   Signatur: A 1.
- Bestand: Kirchenvisitationsakten.   Hauptstaatsarchiv Stuttgart. ca. 1601–1840.   Signatur: A 281.
- Bestand: Ortsakten [mit Digitalisaten der Pfarrbeschreibungen und Pfarrberichte (darin u. a.: Chronik, Filialverhältnisse)].   Landeskirchliches Archiv Stuttgart. ca. 1550–1923.   Signatur: A 29.
- Bestand: Ortsakten [mit Digitalisaten der Pfarrberichte (darin u. a.: Filialverhältnisse)].   Landeskirchliches Archiv Stuttgart. ca. 1924–1966.   Signatur: A 129.
- Bestand: Ortsakten [mit Visitationsberichten].   Landeskirchliches Archiv Stuttgart. ca. 1967–1989.   Signatur: A 229.
- Archivgut: Dekanatsarchive.   Landeskirchliches Archiv Stuttgart.   Signatur: F-Bestände.
- Archivgut: Pfarrarchive.   Landeskirchliches Archiv Stuttgart.   Signatur: G-Bestände.